# Histoire des Juifs à Salonique
Vous lisez un « article de qualité » labellisé en 2007.

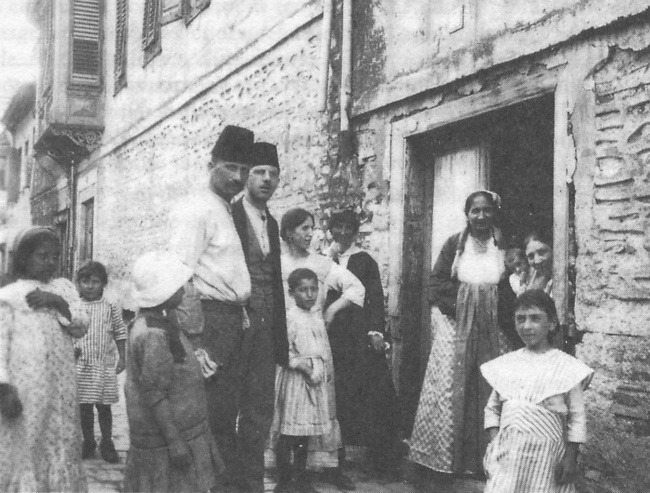
Famille juive de Salonique en 1917.

La ville grecque de Thessalonique, anciennement Salonique, a abrité jusqu'à la Seconde Guerre mondiale une très importante communauté juive d'origine initialement romaniote, mais devenue au fil du temps majoritairement séfarade. C'est le seul exemple connu d'une ville de diaspora de cette taille ayant conservé une majorité juive pendant plusieurs siècles. Arrivés pour la plupart à la suite de l'expulsion des Juifs d'Espagne de 1492, les séfarades sont indissociablement liés à l'histoire de Thessalonique et le rayonnement de cette communauté tant sur le plan culturel qu'économique s'est fait sentir sur tout le monde séfarade. La communauté a connu un âge d'or au XVIe siècle puis un déclin relatif jusqu'au milieu du XIXe siècle, époque à partir de laquelle elle a entrepris une importante modernisation aussi bien économique que cultuelle. La ville reçoit l'appellation de « Jérusalem des Balkans ».
L'histoire des Juifs à Salonique a ensuite pris un cours tragique à la suite de l'application de la Solution finale par l'occupant nazi qui s'est traduite par l'élimination physique de l'immense majorité des membres de la communauté.

## Histoire

### Les premiers Juifs

Évolution de la population de Salonique rapportée à ses trois principales communautés juive, turque et grecque (1500–1950).

On sait qu'il y eut une présence juive romaniote à Salonique dès l'Antiquité comme l'atteste l'épître aux Thessaloniciens de Paul de Tarse destinée aux Juifs de cette cité. En 1170, Benjamin de Tudèle dénombre 500 Juifs à Salonique. Dans les siècles suivants, vinrent s'ajouter à cette communauté de langue yévanique, des juifs venus d'Italie, de France et des ashkénazes. Il y a donc eu une présence juive durant la période byzantine mais celle-ci n'a laissé que peu de traces,, si ce ne sont les récits des croisés de passage, offusqués d'y voir des juifs en armes et des synagogues ayant pignon sur rue. Le lieu d'établissement des premiers Juifs dans la ville n'est pas connu avec certitude mais il s'agit certainement d'une partie du centre ancien.
Au début de la domination ottomane sur Salonique à partir de 1430, les Juifs restèrent peu nombreux. Les Ottomans avaient pour habitude d'effectuer des transferts de populations à l'intérieur de l'Empire au gré des conquêtes militaires par la méthode dite du Sürgün et, à la suite de la prise de Constantinople en 1453, le pouvoir ottoman regroupa de force les Juifs des communautés des Balkans et d'Anatolie dans la nouvelle capitale de l'Empire pour la repeupler,. Seuls purent y rester les Avdétis, juifs convertis à l'Islam. En conséquence de ces mesures, Salonique fut vidée de sa population juive comme en témoigne le recensement ottoman de 1478 qui n'y dénombre aucun Juif,.

### Arrivée des Juifs sépharades

Les flux de la diaspora juive convergeant vers Salonique.

L'Angleterre expulsa sa population juive dès 1290. L'expulsion des Juifs d'Espagne en 1492 à la suite du décret de l'Alhambra fut imitée par d'autres États occidentaux dans la première moitié du XVIe siècle. Salonique devint progressivement un foyer d'accueil pour de nombreux Juifs en provenance d'Espagne soit directement, soit après un passage par le Portugal ou par l'Italie du Sud (Naples espagnole, Sicile et Sardaigne aragonaises), pays qui adoptèrent aussi des arrêts d'expulsion. En effet, l'Empire ottoman se référant à la législation musulmane sur les gens du Livre (en arabe ahl al-kitâb) qui accordait une protection aux chrétiens et Juifs soumis au statut de dhimmi accepta et même encouragea l'installation sur son territoire des Juifs touchés par les décrets d'expulsion. Il est même possible que Bayézid II ait mené une politique de repeuplement de Salonique qui peinait à se relever de la conquête de 1430 en y dirigeant l'afflux de réfugiés juifs.
Les premiers séfarades arrivèrent dès 1492 en provenance de Majorque. Ils étaient des « repentants » revenus au judaïsme après leur conversion forcée au catholicisme. En 1493, des Castillans et des Siciliens les rejoignirent puis, les années suivantes, d'autres Juifs issus de ces contrées vinrent mais aussi des Aragonais, des Valenciens, des Calabrais, des Vénitiens, des Apuliens, des Provençaux et des Napolitains. Plus tard, entre 1540 et 1560, ce fut au tour des Portugais de chercher refuge à Salonique à la suite de la politique de persécution des marranes de ce pays. En plus de ces séfarades arrivèrent quelques ashkénazes originaires d'Autriche et de Hongrie, parfois transférés de force lors des sürgün à la suite de la conquête de ces terres par Soliman le Magnifique à partir de 1526. Ainsi les registres de Salonique indiquent la présence de « Juifs de Buda » après la conquête de cette ville par les Turcs en 1541,,. Chez les juifs arrivant à Salonique, le sentiment d'exil et d'étrangeté fut très fort.
En 1519, les Juifs représentaient 56 % des 30 000 habitants de Salonique ; les chrétiens partagés entre orthodoxes et catholiques, constituant un tiers de la population et les musulmans partagés entre sunnites et alévis, un quart. En 1613, les Juifs constituaient 68 % de la population de la ville,. Les relations entre juifs et chrétiens, devenus une minorité, se tendirent, les chrétiens dénonçant le pouvoir économique et l’influence des juifs auprès de la Sublime Porte (l’administration ottomane) et se plaignant de payer plus d'impôts que les juifs et de subir des moqueries de la part de leurs voisins juifs. Ce ressentiment pouvait parfois mener à des actions violentes et des pillages, souvent après une épidémie.

### La «Jérusalem des Balkans»

#### Organisation religieuse
Chaque groupe d'arrivants fonda sa propre communauté (aljama en castillan, terme lui-même dérivé de l'arabe djemaa : assemblée, groupe, communauté....) dont les rites (minhaggim) différaient de ceux des autres communautés. La synagogue formait le ciment de chaque groupe et leur nom rappelait le plus souvent l'origine des arrivants. Les communautés n'étaient pas exemptes de scissions, ceci explique par exemple l'existence d'une Katallan Yachan (ancienne Catalogne) fondée en 1492 à la suite de l'expulsion des Juifs d'Espagne, puis de l'apparition d'une Katallan Hadach (nouvelle Catalogne) à la fin du XVIe siècle, :
|    | Nom de la synagogue | Date de construction |    | Nom de la synagogue  | Date de construction |    | Nom de la Synagogue | Date de construction |
| -- | ------------------- | -------------------- | -- | -------------------- | -------------------- | -- | ------------------- | -------------------- |
| 1  | Ets ha Haim         | Ier s. av. J.-C.     | 12 | Apulia               | 1502                 | 23 | Yahia               | 1560                 |
| 2  | Achkenaz ou Varnak  | 1376                 | 13 | Lisbon Yachan        | 1510                 | 24 | Sicilia Hadach      | 1562                 |
| 3  | Mayorka             | 1391                 | 14 | Talmud Torah Hagadol | 1520                 | 25 | Beit Aron           | 1575                 |
| 4  | Provincia           | 1394                 | 15 | Portugal             | 1525                 | 26 | Italia Hadach       | 1582                 |
| 5  | Italia Yashan       | 1423                 | 16 | Evora                | 1535                 | 27 | Mayorka Cheni       | Fin XVIe s.          |
| 6  | Gueruch Sfarad      | 1492                 | 17 | Estrug               | 1535                 | 28 | Katallan Hadach     | Fin XVIe s           |
| 7  | Kastilla            | 1492-3               | 18 | Lisbon Hadach        | 1536                 | 29 | Italia Cheni        | 1606                 |
| 8  | Aragon              | 1492-3               | 19 | Otranto              | 1537                 | 30 | Shalom              | 1606                 |
| 9  | Katallan Yachan     | 1492                 | 20 | Ichmael              | 1537                 | 31 | Har Gavoa           | 1663                 |
| 10 | Kalabria Yachan     | 1497                 | 21 | Tcina                | 1545                 | 32 | Mograbis            | XVIIe s.             |
| 11 | Sicilia Yachan      | 1497                 | 22 | Nevei Tsedek         | 1550                 |    |                     |                      |

Une institution fédérale nommée Talmud torah hagadol fut mise en place en 1520 pour chapeauter l'ensemble des congrégations et prendre des décisions (ascamot) s'appliquant à tous. Elle était administrée par sept membres au mandat annuel. Cette institution pourvoyait à l'éducation des jeunes garçons et constituait un cours préparatoire d'entrée aux yechivot (écoles talmudiques). De très grande renommée, elle accueillait des centaines d'élèves. En plus des études juives, on y enseignait les humanités latines et arabes ainsi que la médecine, les sciences naturelles et l'astronomie.
Les yechivot de Salonique étaient, quant à elles, fréquentées par les Juifs de tout l'Empire ottoman et même de plus loin ; on y comptait des élèves venus d'Italie comme d'Europe de l’Est. Après avoir terminé leurs études, certains élèves étaient nommés rabbins dans les communautés juives de l'Empire voire à Amsterdam ou à Venise. La réussite des institutions éducatives était telle qu'il n'y avait aucun analphabète parmi les Juifs de Salonique. Au XVIe siècle, Salonique était ainsi appelée « Madre de Israël », Mère d'Israël, titre de l'exposition que lui consacrera le futur musée juif de Thessalonique, au début du XXIe siècle,.

#### Activités économiques

Au XVIe siècle, Salonique est située au cœur de l'Empire ottoman et sa communauté rayonne sur tout le monde juif oriental.

La population séfarade s'installa principalement dans les grands centres urbains de l'Empire ottoman, Constantinople, Salonique et plus tard Smyrne. Plus que dans les autres grandes villes de l'Empire ottoman, où Grecs et Arméniens dominaient le négoce, à Salonique il était la spécialité des Juifs. Leur puissance économique y devint si grande que le port et les commerces ne fonctionnaient pas le samedi, le jour du shabbat chômé dans le judaïsme. L'activité économique se déroulait en lien avec le reste de l'Empire ottoman mais aussi avec les États latins de Venise et de Gênes, ainsi que bien entendu avec toutes les communautés juives dispersées dans le bassin méditerranéen. Un signe de l'influence des Juifs saloniciens sur le négoce de cette zone est le boycott en 1556 du port d'Ancône situé dans les États pontificaux à la suite de l'autodafé de 25 marranes décidé par le pape Paul IV.
La particularité des Juifs saloniciens était qu'ils occupaient toutes les niches économiques, n'étant pas cantonnés à quelques secteurs comme c'était le cas là où les Juifs étaient minoritaires. On les retrouvait donc à tous les niveaux de l'échelle sociale, du portefaix jusqu'au grand négociant. À Salonique, l'on trouvait des pêcheurs juifs, cas rare que l'on ne rencontrait que parmi les Romaniotes de Mytilène et des pourtours de la mer Noire, et plus tard en Terre d'Israël.
Mais la grande affaire des Juifs était la filature de la laine, qu'ils achetaient en quantité aux bergers valaques de Macédoine et d'Épire. Ils importèrent les techniques d'Espagne où cet artisanat était très développé. La communauté prit très vite des décisions (ascamot) s'appliquant à toutes les congrégations pour réglementer cette industrie : ainsi il était interdit sous peine d'excommunication d'exporter la laine brute et l'indigo à moins de trois jours de route de la ville. Les draps, couvertures et tapis saloniciens acquirent très vite une grande notoriété et étaient exportés dans tout l'Empire, de Constantinople à Alexandrie en passant par Smyrne et l'industrie se diffusa dans toutes les localités proches du golfe Thermaïque. Cette activité devint même une affaire d'État quand le sultan décida de vêtir les troupes de janissaires de lainages saloniciens chauds et imperméables. Des dispositions furent alors prises pour protéger l'approvisionnement. Ainsi un firman de 1576 obligeait les éleveurs de moutons à fournir en exclusivité leur laine aux Juifs tant que ceux-ci n'avaient pas acquis la quantité de laine nécessaire au filage des commandes de la Sublime Porte. D'autres dispositions règlementaient strictement les types de lainage à produire, les normes de production et les délais. Des tonnes de lainages étaient transportées à Constantinople par bateau, à dos de chameau et de cheval puis étaient solennellement distribuées aux corps de janissaires à l'approche de l'hiver. Vers 1578, il fut décidé par les deux parties que l'approvisionnement en drap servirait de redevance au trésor de l'État et remplacerait le paiement en espèces, choix qui allait par la suite se révéler très néfaste pour les Juifs.

### Déclin

#### Déclin économique
L'accroissement du nombre de janissaires, l'inflation de la monnaie et la crise financière de l'État contribuèrent à l'augmentation continue des commandes de la Sublime Porte, ce qui mit les Juifs dans une situation très difficile. De 1 200 pièces à l'origine, ils étaient passés à plus de 4 000 vers 1620. Ceci conduisit à une réduction de la qualité des pièces fournies en raison de tricheries sur les normes établies. Le rabbin Judah Covo à la tête d'une délégation salonicienne fut sommé de venir s'expliquer sur cette dégradation à Constantinople et fut condamné à la pendaison, ce qui marqua durablement les esprits. Par la suite, les demandes de l'Empire furent partiellement réduites et la production réorganisée.
Ces déboires annonçaient une période sombre pour les Juifs saloniciens. Le flux de migrants venant de la péninsule ibérique s'était peu à peu tari, ces derniers préférant à Salonique les villes d'Europe occidentale telles Londres, Amsterdam ou Bordeaux. Ce phénomène entraîna un éloignement progressif des Juifs séfarades ottomans de l'Occident. Alors qu'ils avaient, à leur arrivée, introduit de nombreuses technologies européennes, y compris l'imprimerie, ils devinrent de moins en moins compétitifs face aux autres groupes ethno-religieux. Les médecins et traducteurs juifs autrefois réputés furent peu à peu supplantés par leurs homologues chrétiens, principalement Grecs et Arméniens. Dans le monde du négoce, les chrétiens occidentaux prirent le dessus sur les Juifs, bénéficiant de la protection des puissances occidentales par le truchement des « capitulations » et des instances consulaires. Salonique perdit sa place de premier plan à la suite de l'effacement progressif de Venise, sa partenaire commerciale, et de la montée en puissance du port de Smyrne. De plus, les Juifs comme le reste des dhimmis eurent à subir le contrecoup des défaites successives de l'Empire face à l'Occident. La ville stratégiquement placée sur la route des armées eut à subir à plusieurs reprises les représailles des janissaires contre les infidèles. Il y eut durant tout le XVIIe siècle une migration des Juifs de Salonique vers Constantinople, vers la Terre d'Israël et surtout vers Smyrne qui commençait à se développer à cette époque. La communauté smyrniote était principalement issue de celle de Salonique. La peste, ainsi que d'autres épidémies telles le choléra qui toucha Salonique à partir de 1823, contribuèrent aussi à l'affaiblissement de Salonique et de sa communauté juive.

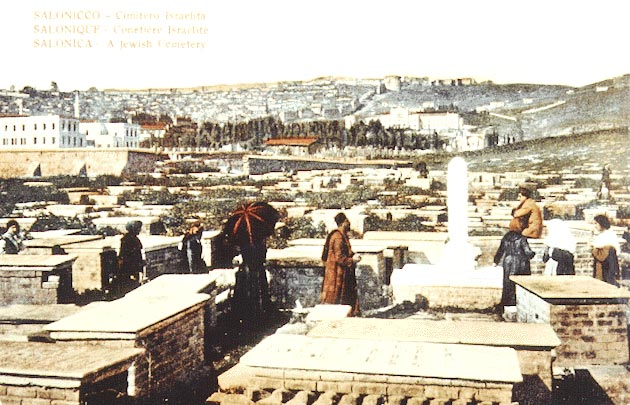
Cimetière juif de Salonique, fin du XIXe

Les produits occidentaux, qui commencèrent à toucher massivement l'Orient à partir du milieu du XIXe siècle, portèrent un rude coup à l'économie salonicienne et notamment à la draperie juive. Les janissaires finirent par préférer aux lainages de Salonique, dont la qualité n'avait cessé de se détériorer, les « londrins » provençaux, revendant à bas prix les lots qui leur étaient attribués par l'État. Ceci conduisit le grand vizir à ne plus faire acquitter par les Juifs qu'une moitié de leurs impôts sous forme de draps, le reste étant perçu en espèces. La production déclina alors rapidement et cessa complètement lors de l'abolition du corps des janissaires en 1826.

#### Sclérose du judaïsme et arrivée de Sabbataï Tsevi

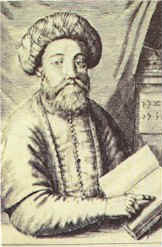
Sabbataï Tsevi – Portrait par un témoin oculaire, Smyrne, 1666.

Le judaïsme salonicien avait longtemps bénéficié de l'apport successif des idées et des connaissances des différentes vagues d'immigration sépharade mais cet apport humain s'étant peu ou prou tari au XVIIe siècle, il s'enfonça dans une routine l'appauvrissant considérablement. Les yéchivot étaient toujours aussi fréquentées mais l'enseignement qu'on y prodiguait était très formaliste. L'édition d'ouvrages religieux se poursuivit mais sans renouvellement. Un témoin extérieur rapporte que « ce sont toujours les sempiternelles questions de culte et de jurisprudence commerciale qui absorbent leur attention et font les frais de leurs études et de leurs recherches. Leurs œuvres constituent en général, une répétition des écrits de leurs prédécesseurs ».

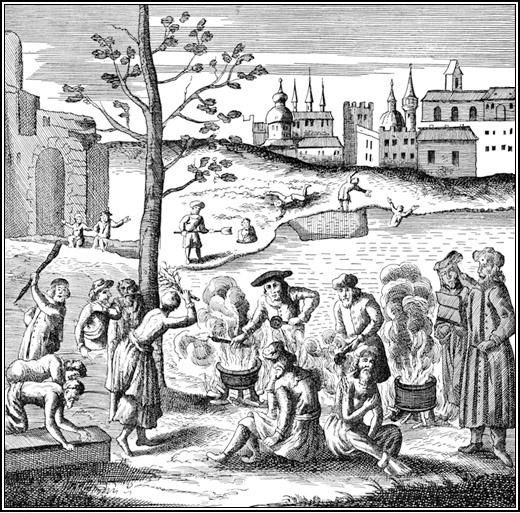
Les Juifs de Salonique font « pénitence » pour avoir suivi le pseudo-messie. Jewish Encyclopedia, 1901-1906.

Dès le XVe siècle, un courant messianiste s'était développé dans le monde séfarade ; la rédemption marquant la fin du monde, en hébreu la gueoulah, paraissait imminente. Cette idée alimentée par le dépérissement économique de Salonique était entretenue par le développement croissant des études cabalistiques s'appuyant sur le Zohar en pleine expansion dans les yechivot de Salonique. On annonça la fin des temps successivement en 1540 puis 1568 et de nouveau en 1648 et 1666. C'est dans ce contexte qu'arriva un jeune et brillant rabbin chassé de la voisine Smyrne : Sabbataï Tsevi. Expulsé de cette ville vers 1651, après avoir proclamé être le messie, il gagna Salonique où sa réputation de savant et de cabaliste grandit très vite. Les plus nombreux à le suivre étaient des membres de la synagogue Shalom, souvent d'anciens marranes.
Après plusieurs années de prudence, il fit de nouveau scandale lors d'un banquet solennel dans la cour de la synagogue Shalom, en prononçant à haute voix le tétragramme ineffable יהוה de la tradition juive, et se présenta comme le machia'h ben David, c'est-à-dire comme le messie fils du roi David. Le conseil rabbinique fédéral le chassa alors de Salonique et Sabbataï Tsevi partit diffuser sa doctrine dans d'autres villes du monde séfarade. Son passage divisa à Salonique comme ailleurs la communauté juive et cette situation causa tant de remous que Sabbataï Tsevi fut emprisonné puis convoqué par le sultan. Là, sommé de démontrer ses pouvoirs surnaturels en résistant aux flèches dont on le menaçait, il abjura sa foi et se convertit à l'islam, ce qui poussa une partie de ses adeptes, les sabbatéens, à en faire autant, alors que d'autres restèrent formellement fidèles au judaïsme tout en continuant secrètement à suivre les enseignements de Tsevi, et que d'autres encore rejetèrent sa doctrine et retournèrent pleinement au judaïsme. À Salonique, ce sont 300 familles parmi les plus riches qui décidèrent en 1686 d'embrasser l'islam sans que les autorités rabbiniques puissent réagir, la conversion étant vue d'un bon œil par les autorités ottomanes.
Les Turcs surnommèrent ces derniers Dönme (« retournés »), eux-mêmes divisés en trois groupes : les Izmirlis (ou « Smyrniotes »), les Karakaş (ou « Caracaches », disciples d'Osman Baba né Barukhiya Russo et converti à l'islam), les Lehli (ou « Polonais » d'origine ashkénaze passés à la culture séfarade) et les Yacoubi ou « Jacobites » (de Jacob Querido « le bien-aimé », un successeur de Tsevi), formant une nouvelle composante de la mosaïque ethno-religieuse salonicienne. Bien qu'ils aient choisi la conversion à l'islam, ils ne se mêlèrent pas aux autres musulmans bulgares, grecs ou turcs, pratiquèrent une stricte endogamie, vécurent dans des quartiers séparés, édifièrent leurs propres mosquées et conservèrent une liturgie spécifique en judéo-espagnol. Ils participèrent grandement au XIXe siècle à la propagation des idées modernistes. Puis, comme les Turcs, ils émigrèrent de Salonique à la suite de la prise de pouvoir par les Grecs en 1912.

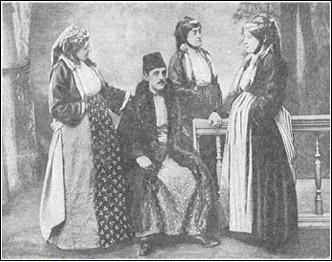
Juifs de Salonique, XIXe siècle.

### Renouveau
Les Juifs de Salonique connurent à partir de la seconde moitié du XIXe siècle une véritable renaissance. La régénération vint des Juifs francs, les Frankos, c'est-à-dire les Juifs venus à cette époque des pays catholiques et plus particulièrement les Juifs de Livourne en Italie. Elle s'inscrivit dans un contexte général d'ouverture des Balkans au modernisme occidental qui draina vers le monde ottoman techniques et idées nouvelles.

#### Industrialisation

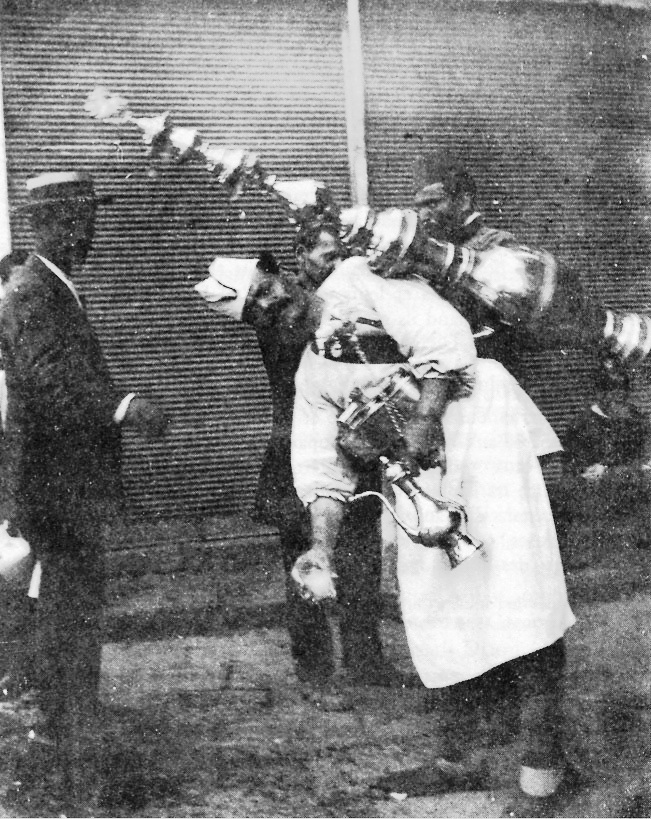
À Salonique, les Juifs occupaient toute l'échelle sociale, du riche entrepreneur à l'humble vendeur de limonade.

Le vilayet de Salonique, carrefour de voies maritimes et ferroviaires, connut à partir des années 1880 un important processus d'industrialisation qui en fit le poumon économique d'un Empire sur le déclin. Les entrepreneurs à l'origine de ce processus étaient majoritairement juifs, cas unique dans le monde ottoman, puisque dans les autres grandes villes, l'industrialisation fut principalement le fait d'autres groupes ethnico-religieux. La famille Allatini formait le fer de lance de l'entrepreneuriat juif : ils mirent en place plusieurs industries, établissant minoteries et autres industries alimentaires, briqueteries, usines de transformation du tabac. Plusieurs négociants soutinrent l'introduction d'une grande industrie du drap, activité auparavant pratiquée au sein d'un système de production artisanal.
Cette industrialisation conduisit à la prolétarisation d'un grand nombre de Saloniciens toutes confessions confondues, ce qui se traduisit par l'apparition d'une importante classe ouvrière juive. Les entrepreneurs employaient la main-d'œuvre sans distinction de religion ou d'ethnie, contrairement à ce qui se faisait ailleurs dans l'Empire ottoman, ce qui contribua à l'émergence de mouvements ouvriers non ethniques bien que marqués par la suite par les questions nationales.

#### Militantisme politique et social

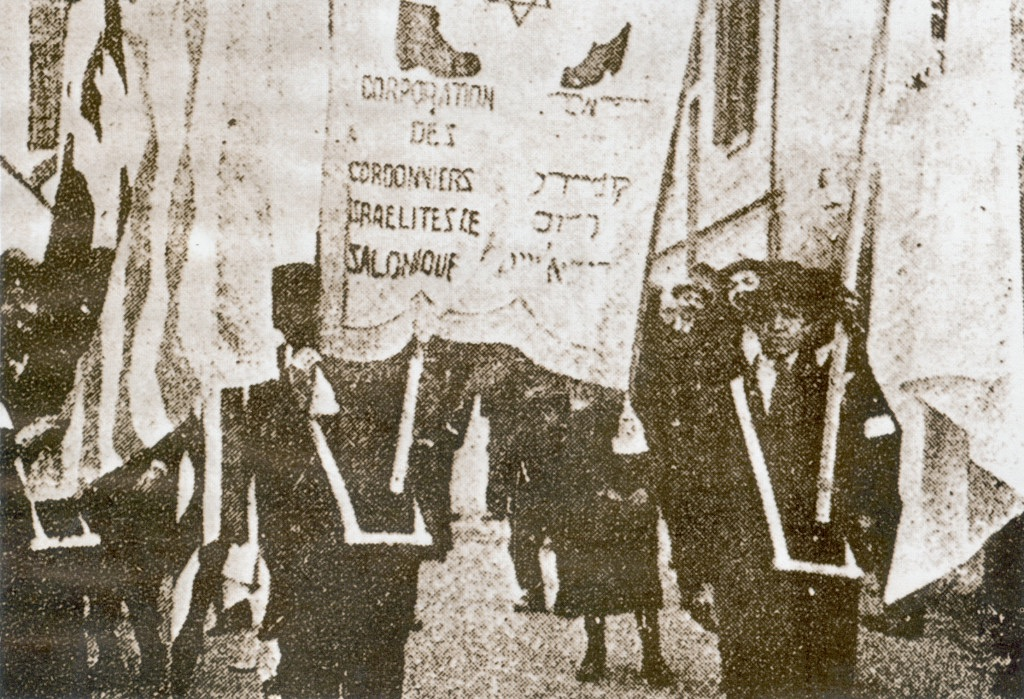
Corporation des cordonniers israélites de Salonique défilant le 1er mai 1909 organisé par la Fédération des travailleurs socialistes.

L'irruption de la modernité se traduisit aussi par l'influence croissante de nouvelles idées politiques en provenance d'Europe occidentale. Les Juifs ne restèrent pas indifférents à cette agitation politique et en devinrent des acteurs importants. La révolution Jeunes-Turcs de 1908 qui avait ses bases à Salonique proclama la monarchie constitutionnelle et véhicula le concept de l'Ottomanisme, proclamant l'égalité au sein de l'Empire de tous les millets.
Quelques Juifs de Salonique étaient influents dans le mouvement Jeune turc, majoritairement composé de musulmans dont des Dönme (Sabbatéens convertis à l'islam) mais c'est surtout dans le champ social qu'ils furent actifs. À partir de cette époque, un vent de liberté souffla sur Salonique, permettant aux mouvements ouvriers de se structurer et de s'engager dans des luttes sociales pour l'amélioration des conditions de travail. Une tentative d'union des différentes nationalités au sein d'un seul mouvement ouvrier eut lieu avec la formation de la « Fédération ouvrière socialiste » dirigée par Abraham Benaroya, un Juif de Bulgarie, qui entama la publication d'un organe quadrilingue, le Journal du travailleur, diffusé en grec, turc, bulgare et judéo-espagnol (ladino). Cependant, le contexte balkanique, propice aux scissions, affecta le mouvement et après le départ de l'élément bulgare, la Fédération ne fut pratiquement plus constituée que de Juifs.
Le mouvement sioniste devait affronter la concurrence de la Fédération socialiste ouvrière de Salonique, très antisioniste. Ne pouvant s'implanter dans la classe ouvrière, le sionisme à Salonique se tourna vers les bourgeois et les intellectuels, moins nombreux.

#### Haskala

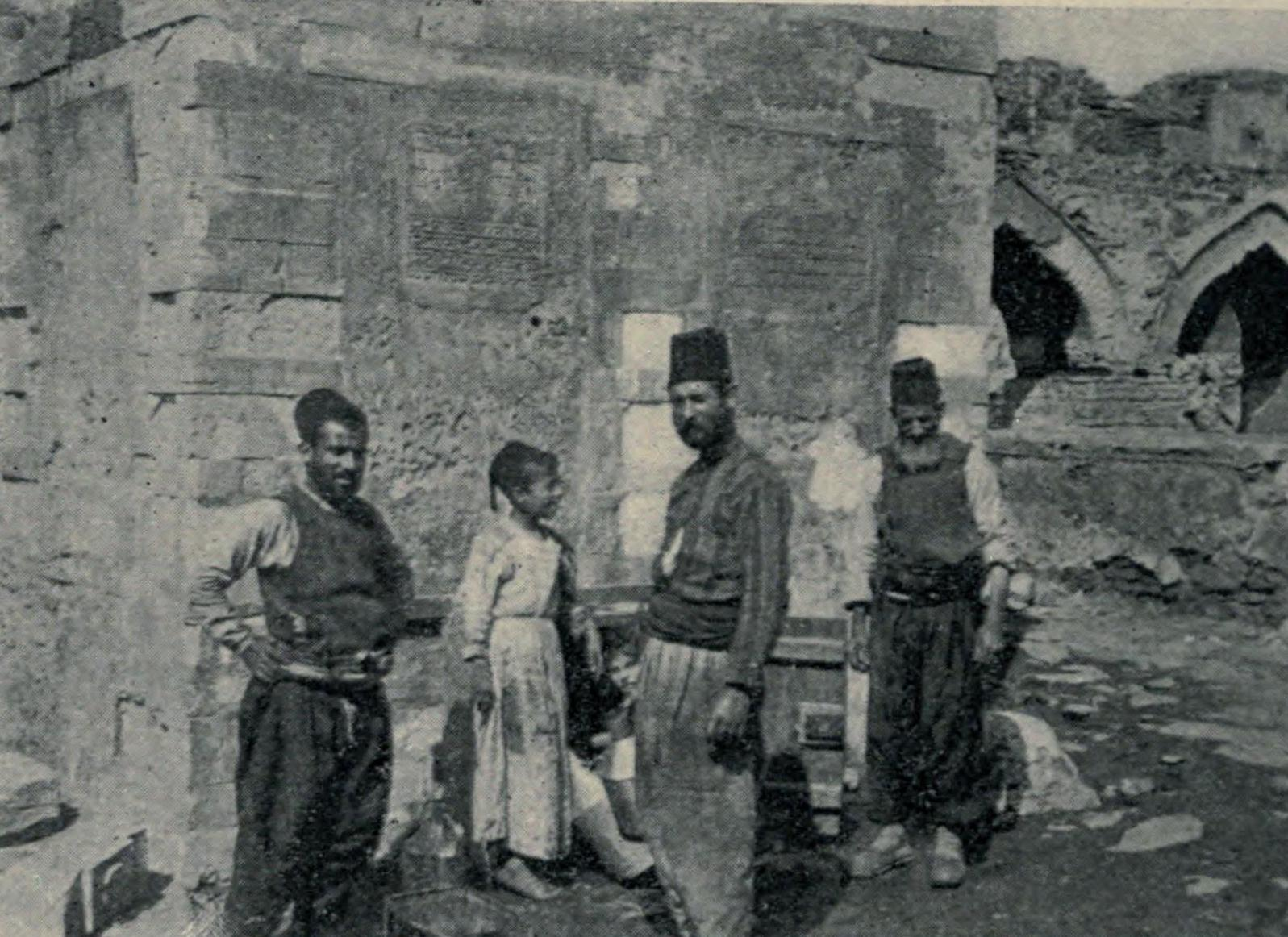
Talmud Torah à Salonique (av. 1905)

La Haskala, mouvement de pensée juif inspiré du Siècle des Lumières, toucha le monde ottoman à la fin du XIXe siècle après s'être propagé parmi les populations juives d'Europe occidentale et orientale. Ce sont les mêmes qui parachevaient le renouveau économique de Salonique qui s'en firent les messagers.
Le premier champ d'action de ces maskilim et en premier lieu de l'entrepreneur livournais Moïse Allatini fut l'éducation. En 1856, avec l'aide des Rothschild, il fonda dans les annexes du talmud torah et donc avec l'assentiment des rabbins qu'il avait gagnés à son objectif par ses importantes donations aux œuvres de bienfaisance l'école Lippman, une institution modèle dirigée par le professeur Lippman, un rabbin progressiste de Strasbourg. Après cinq années d'existence, l'établissement ferma ses portes et Lippman repartit sous la pression du rabbinat en désaccord avec ses méthodes d'éducation innovantes. Cependant, il avait eu le temps de former bon nombre d'élèves qui prirent la relève par la suite.
Le docteur Allatini poussa en 1862 son beau-frère Salomon Fernandez à fonder une école italienne grâce à une donation du royaume d'Italie

##### L'Alliance israélite universelle à Salonique

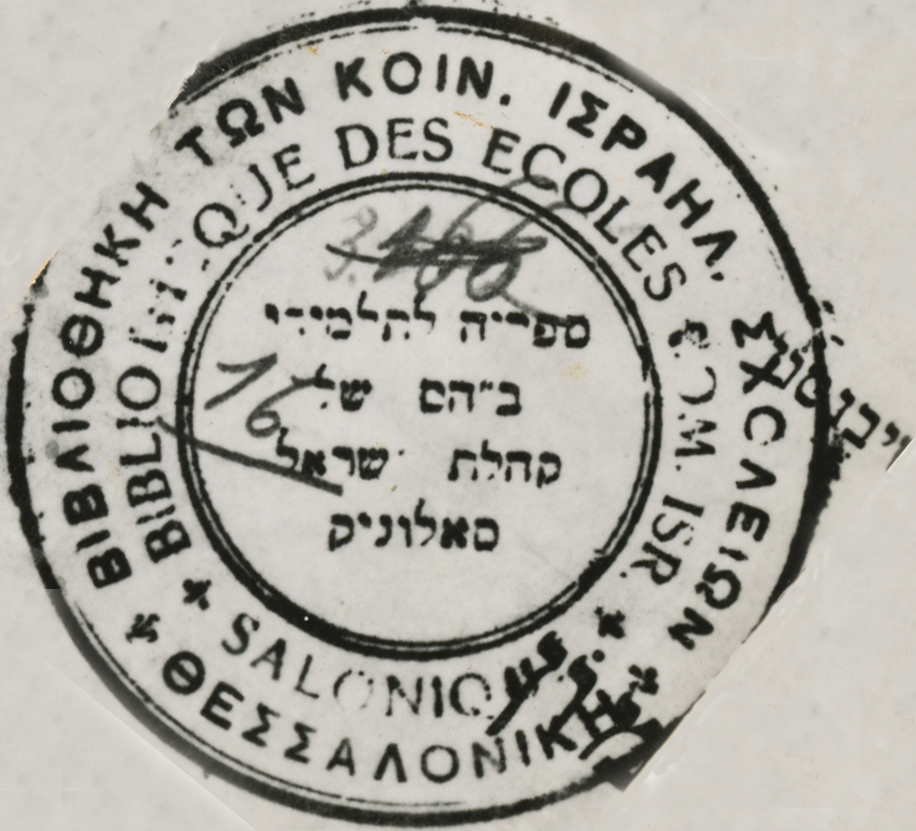
Sceau de la bibliothèque des écoles talmudiques de Salonique, 1912.

Plusieurs tentatives pour implanter le réseau éducatif de l'alliance israélite universelle échouèrent sous la pression des rabbins qui n'admettaient pas qu'une école juive puisse être placée sous le patronage de l'ambassade de France. Mais le besoin de structures éducatives devint si pressant que les partisans de son implantation eurent finalement gain de cause en 1874 grâce au mécénat d'Allatini devenu membre du comité central de l'AIU à Paris.
Le réseau de cette institution s'étendit alors rapidement : en 1912, on comptait neuf nouvelles écoles de l'AIU pourvoyant à l'éducation des garçons comme des filles de la maternelle au secondaire tandis que les écoles rabbiniques étaient en plein déclin. Ceci eut pour effet d'implanter durablement la langue française au sein de la communauté juive de Salonique comme d'ailleurs dans tout le monde juif oriental. Ces écoles s'occupaient de la formation intellectuelle mais aussi manuelle de ses élèves permettant la formation d'une génération en phase avec les évolutions du monde moderne et apte à intégrer le marché du travail d'une société en voie d'industrialisation.

##### Journaux de Salonique
Plusieurs journaux juifs ont été publiés à partir de 1860,. Le Journal de Salonique est fondé en 1890 et paraît entre 1895 et 1910. Il est dirigé par les fils Saadi Levy, Daoud Levy et Samuel Levy qui en est le rédacteur en chef. Édité en français, le ton y est neutre car il vise le lectorat multi-confessionnel-ethnique de Salonique et sa province. Son tirage dépasse bientôt celui en judéo-espagnol de La Epoka et en français du Progrès de Salonique (bg), lequel est publié entre 1900 et 1913, fondé initialement par l'Italien Salvatore Muratorian et le grec Nikolaos Ksenofontidis, il est dirigé ensuite par un Juif, Victor Sala, qui oriente progressivement ce journal vers des sujets juifs. De la même façon, les dernières années du Journal de Salonique s'attachent à des thèmes plus juifs et il est pratiquement devenu un journal juif. L'Impartial (bg), paru en 1909, est la version en ladino (El Imparcyal) du Programme de Salonique. Il est dirigé par F. Alberto Matarasso, Menahem Molho et Ben Sanjay. L'organe est également informatif et neutre à la religion et à la position sioniste. Il cesse d'éditer en 1911 quand il fusionne avec La Epoka,,. D'autres journaux existent, sans lien avec les Juifs, tel L’Écho de France édité en français.

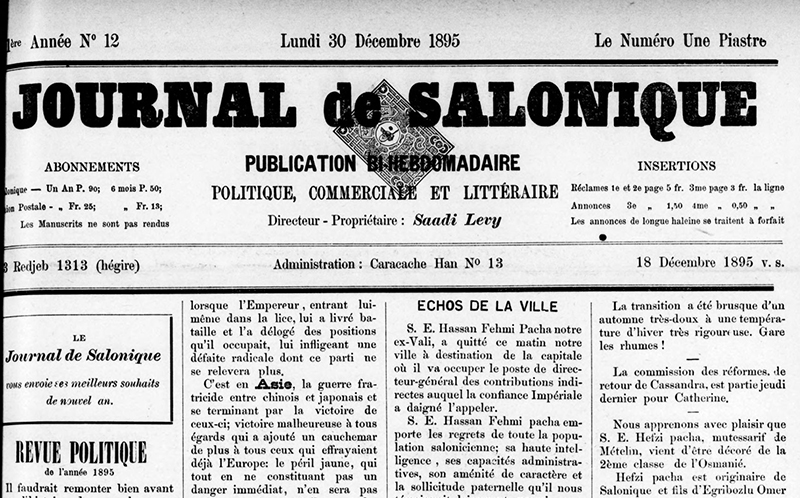
Le Journal de Salonique du 30 décembre 1895.
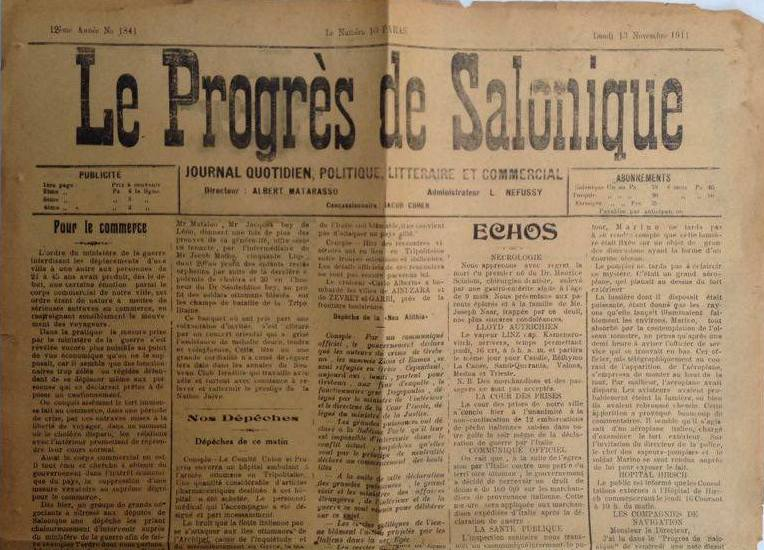
Le Progrès de Salonique du 13 novembre 1911.
- La Epoka du 21 juin 1897.
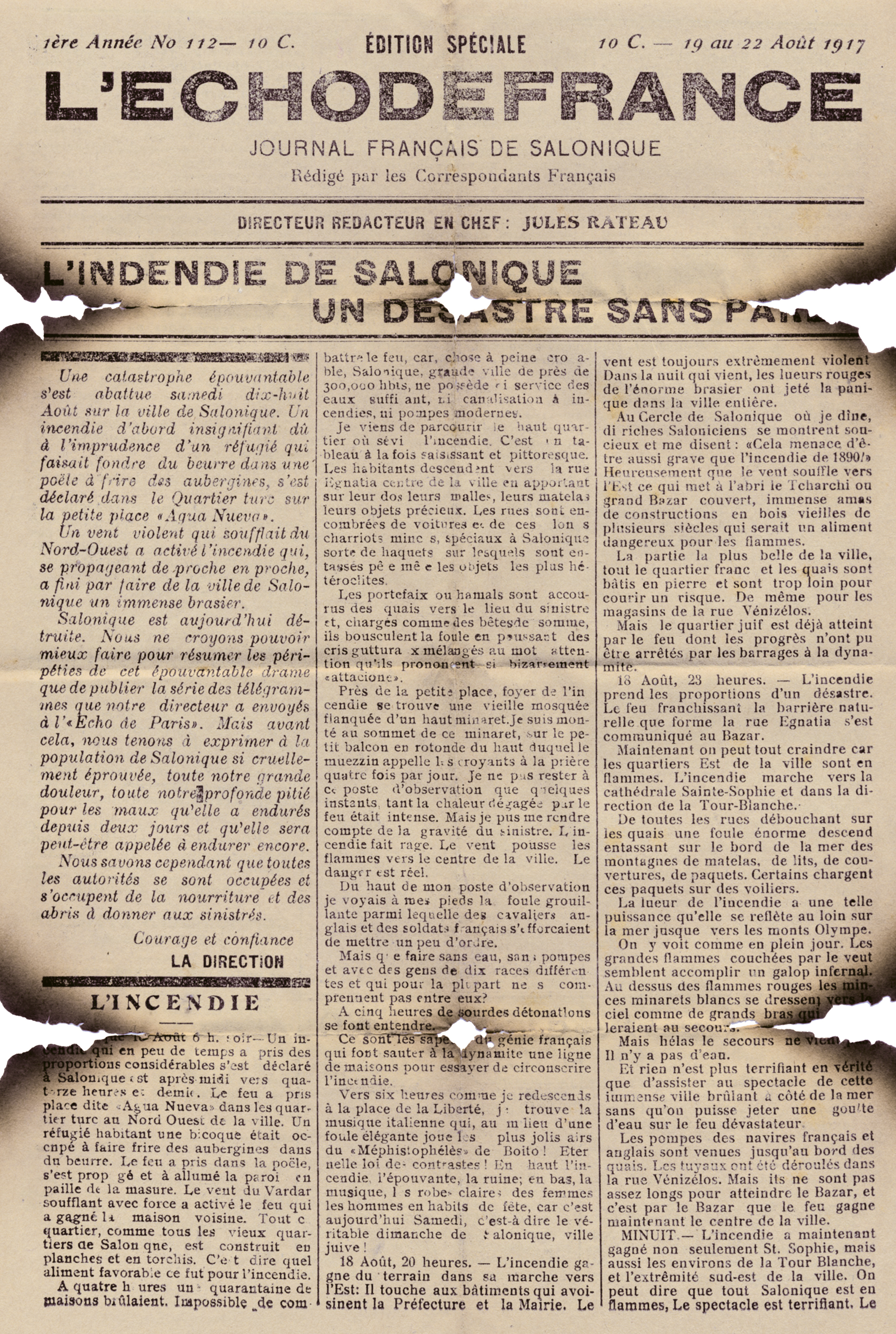
L'Echo de France d'août 1917.
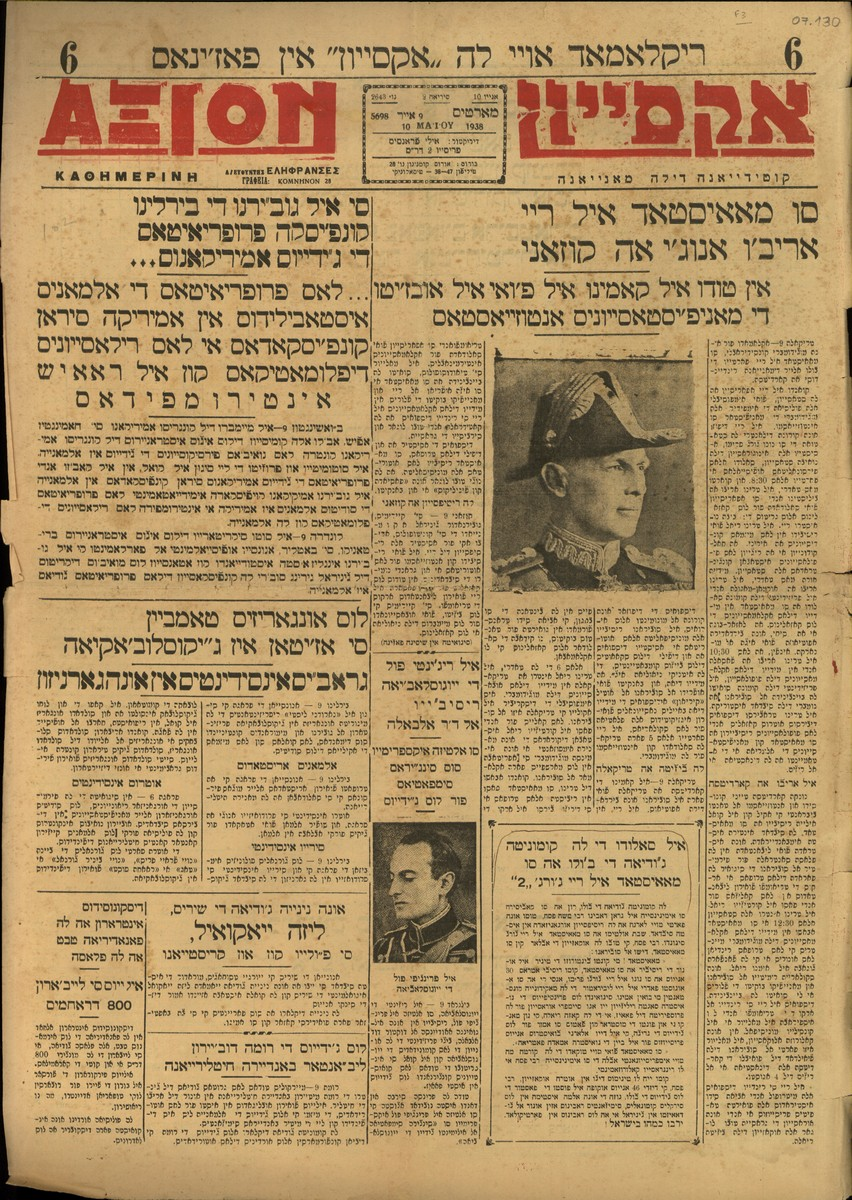
Accion (Αξιον, אקסייון) du 10 mai 1938.

### Arrivée des Grecs, départ des Turcs et des Juifs

#### Salonique, ville grecque

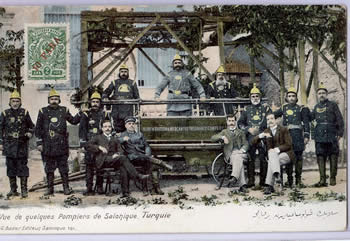
Pompiers juifs de Salonique, 1911

Jusqu'en 1912, avant la Première Guerre balkanique, les Juifs saloniciens étaient bien intégrés à la société ottomane et, comme l'Europe et comme les musulmans de la ville, souhaitaient en majorité le maintien dans les Balkans du statu quo  favorable à leur activité économique, tandis que les chrétiens, bulgares ou grecs, soutenaient le rattachement de la ville respectivement à la Bulgarie et à la Grèce. Cela inquiéta les Juifs qui craignaient de voir des frontières se mettre en travers de leurs routes commerciales, et leurs clients et débiteurs ottomans quitter la ville. Les propagandes bulgare, grecque, serbe et autrichienne qui souhaitaient rallier les Juifs à leur cause ne les rassuraient guère. En 1912, lorsque Bulgares et Grecs prirent le contrôle de Salonique, certains Juifs militèrent pour l'internationalisation de la ville sous la protection des grandes puissances européennes, mais leur proposition ne reçut que peu d'échos, l'Europe ayant accepté, au traité de Londres (1913), que la ville soit intégrée à la Grèce. Les Grecs prirent néanmoins certaines mesures provisoires visant à favoriser l'intégration des Juifs par exemple en les autorisant à travailler le dimanche afin de pouvoir observer le shabbat. L'économie tira finalement bénéfice de l'annexion qui ouvrait à Salonique les portes du marché de la Grèce septentrionale et de la Serbie avec laquelle l'Hellade avait passé une alliance ; l'installation des troupes de l'armée d'Orient, à la suite du déclenchement de la Première Guerre mondiale, provoqua ensuite un regain de l'activité économique.
Le gouvernement grec voyait d'un bon œil le développement du sionisme et l'établissement d'un foyer juif en Palestine, car cela convergeait avec la volonté grecque de démembrer l'Empire ottoman. De grands leaders sionistes, Ben Gourion, Ben Zvi et Jabotinsky visitèrent Salonique, ville juive modèle qui devait, selon eux, inspirer leur futur État.
Cependant, en raison de la concurrence économique locale, l'attitude du gouvernement et celle de la population locale divergeaient. Un témoin, Jean Leune, correspondant de L'Illustration durant les guerres balkaniques et ensuite officier dans l'armée d'Orient, rapporte :

« Devant les innombrables boutiques et magasins tenus par les Juifs, maîtres jusqu'alors du commerce local, les marchands grecs venaient s'installer sur le trottoir, tout contre les portes qu'il devenait impossible de franchir. La nouvelle police souriait… Et les Juifs, boycottés, les uns après les autres fermèrent boutique. »

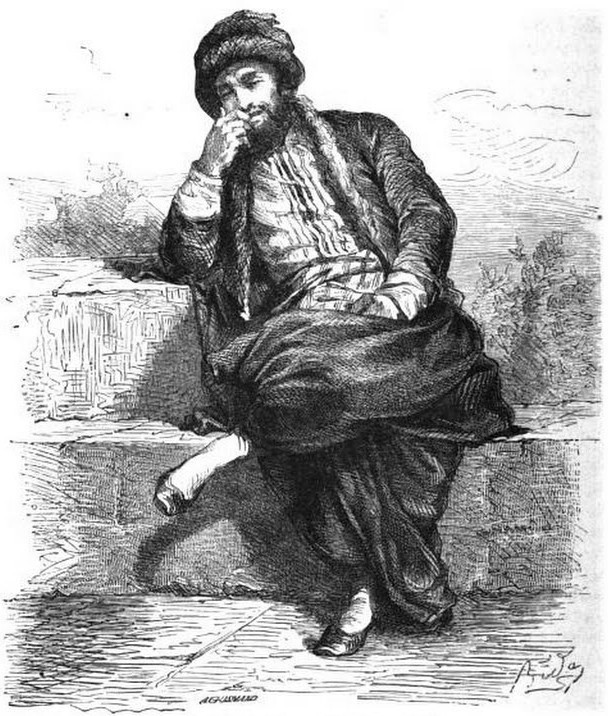
Juif de Salonique, 1860.
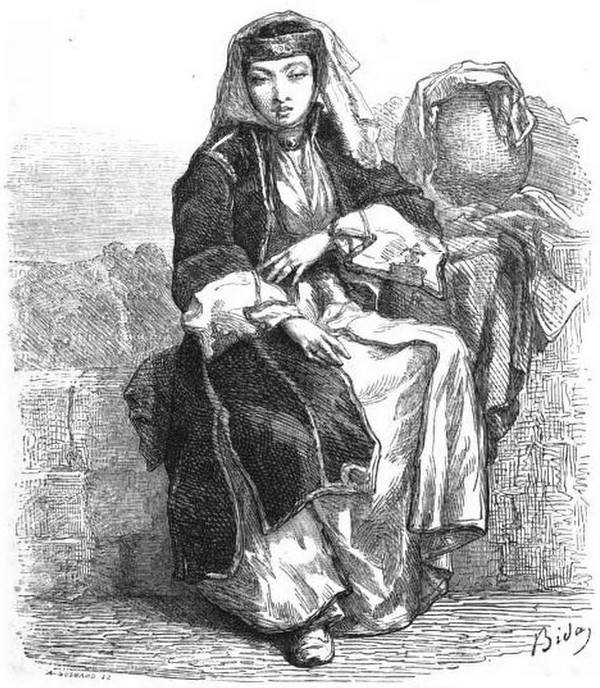
Juive de Salonique, 1860.
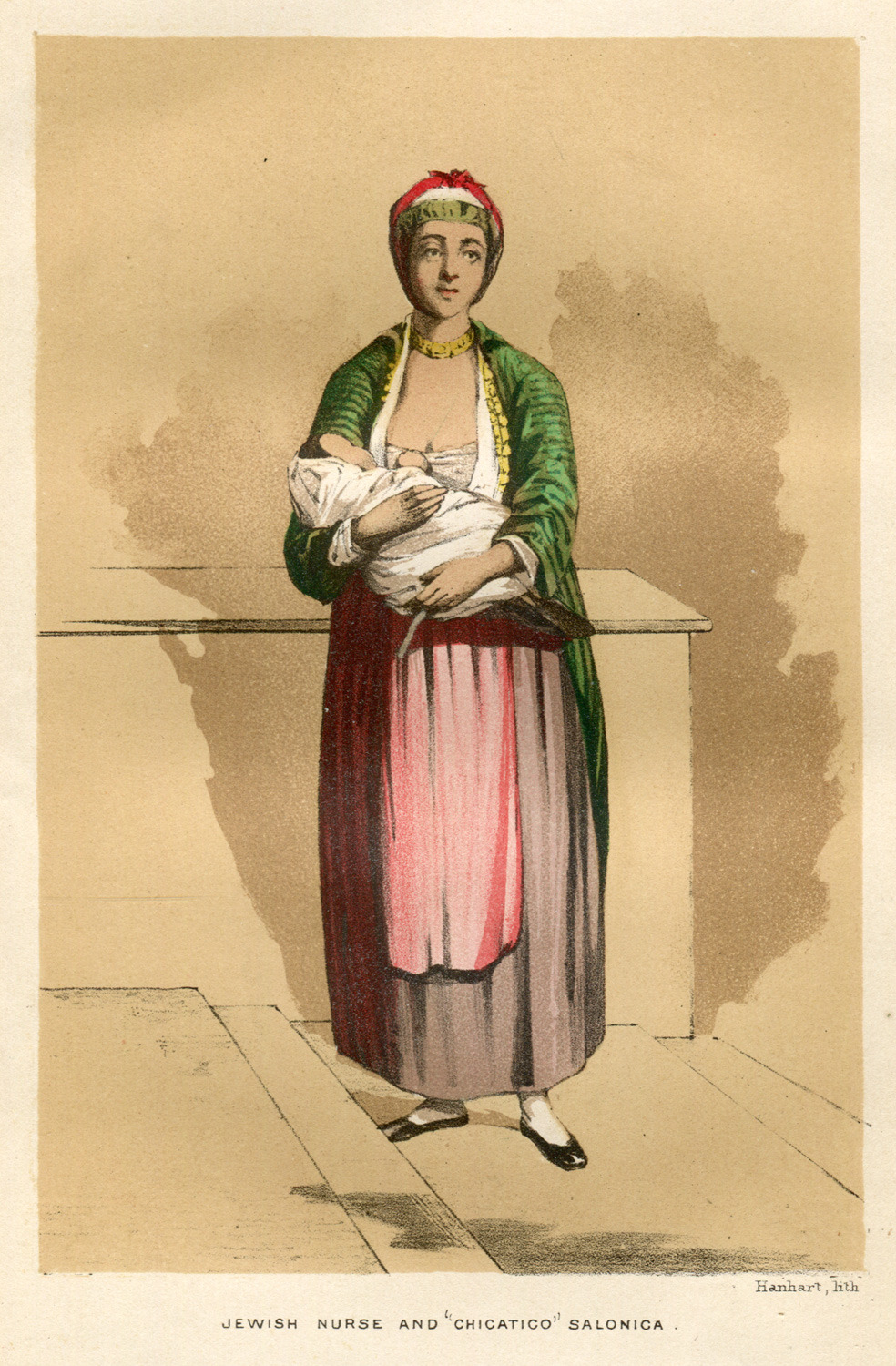
Nourrice juive et chicatico, 1864.
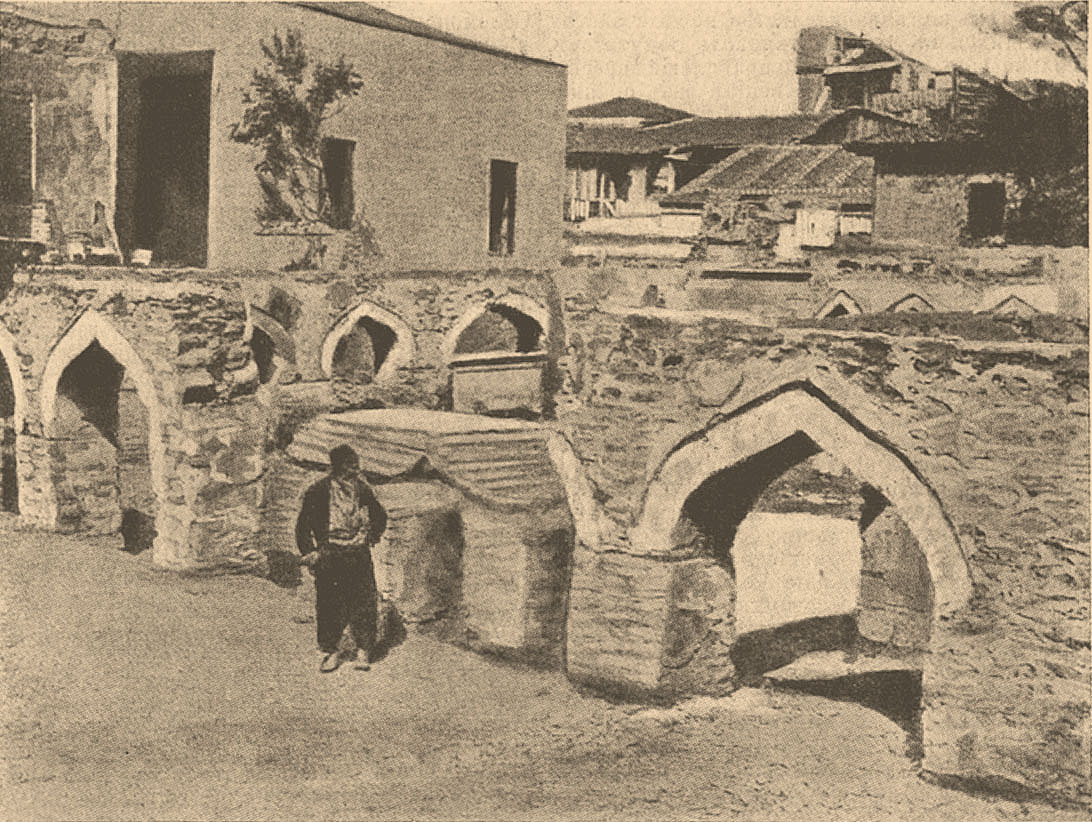
Ancien quartier juif de Salonique, avant 1906.
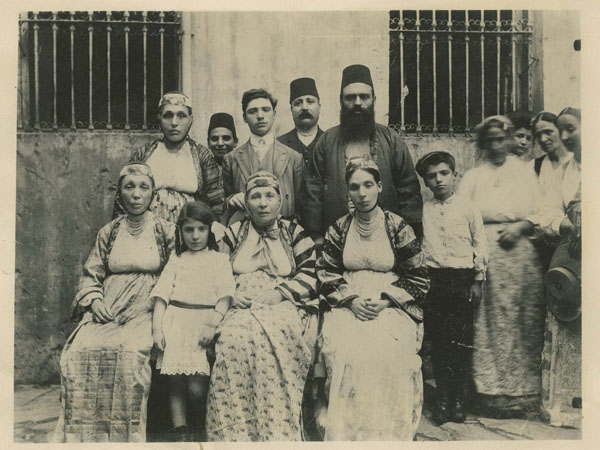
David Altchek, la famille Kovo, rabbi Emmanuel Molho, 1908.
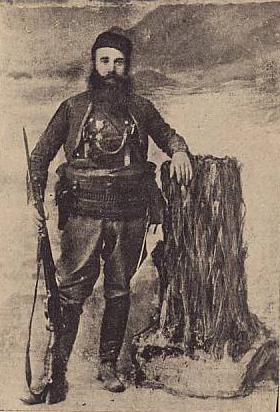
Ezdra Isak Florentin (bg) (1875-1938), juif salonicien et révolutionnaire bulgare.
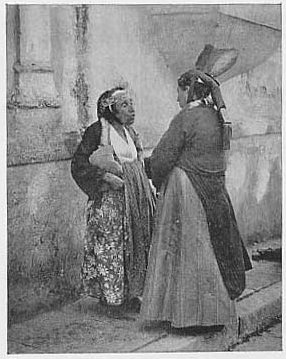
Juives de Salonique, avant 1906.
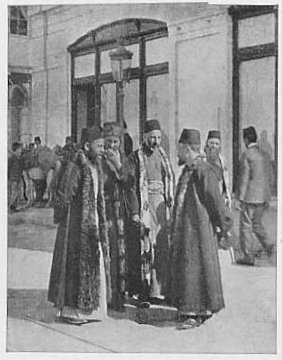
Juifs de Salonique, avant 1906.
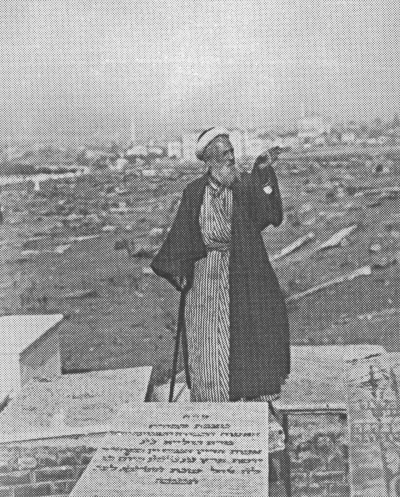
Rabbin au cimetière de Salonique, années 1910
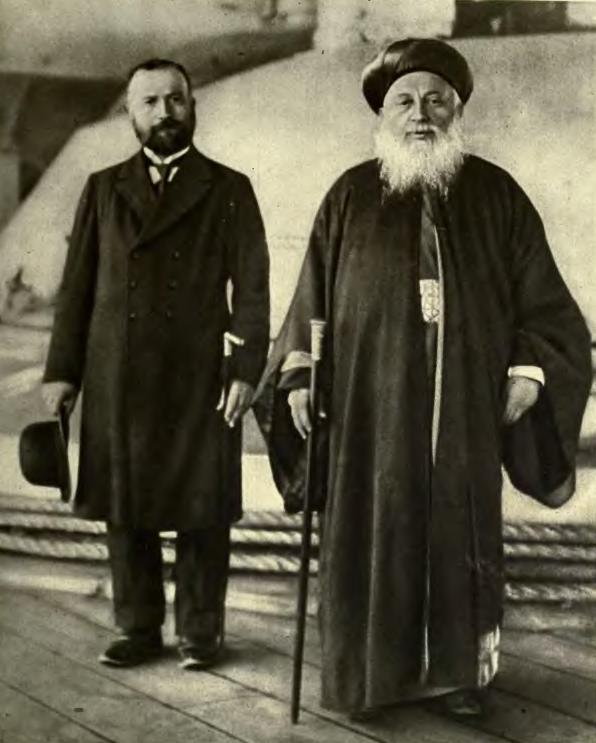
Grand-rabbin de Salonique, 1918.

#### Incendie de 1917 et développement de l'antisémitisme

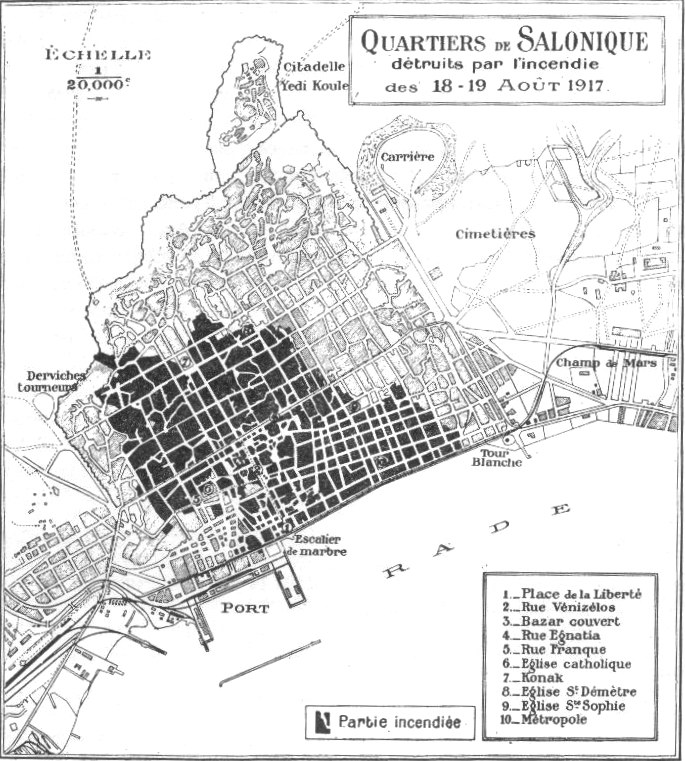
Les quartiers de la ville basse où vivait une majorité de Juifs qui furent gravement touchés par l'incendie de 1917.

Le grave incendie de 1917 constitua un tournant. La communauté juive concentrée dans la ville basse fut la plus touchée par le sinistre ; le feu détruisit le siège du grand Rabbinat et ses archives ainsi que 16 des 33 synagogues de la cité. Contrairement à la reconstruction qui avait eu lieu après l'incendie de 1890, les Grecs décidèrent de procéder à un nouvel aménagement urbain. De ce fait, ils exproprièrent tous les habitants en leur donnant néanmoins un droit de préemption sur les nouveaux logements reconstruits selon un nouveau plan. Mais ce sont les Grecs qui en majorité peuplèrent les nouveaux quartiers, les Juifs choisissant souvent une situation plus excentrée.
Le déclin du judaïsme salonicien avait commencé même si le premier anniversaire de la célébration de la déclaration Balfour a été célébré en 1918 avec un faste sans égal en Europe. La « Grande catastrophe » et la signature consécutive du traité de Lausanne provoquèrent le départ des Turcs et des Dönme de Salonique, et l'afflux de dizaines de milliers de réfugiés grecs d'Asie Mineure, pour la plupart ayant tout perdu. Cela modifia considérablement la diversité ethnique de Salonique. Les Juifs cessèrent de constituer la majorité absolue et, à la veille de la Seconde Guerre mondiale, ils ne représentaient plus que 40 % de la population. Cette hellénisation croissante de la population coincida avec une politique moins conciliante envers les Juifs. Ainsi en 1922, le travail fut interdit le dimanche, ce qui imposait de facto aux Juifs de travailler pendant le shabbat ; les affiches en langue autre que le grec furent prohibées et les tribunaux rabbiniques ne purent plus se prononcer sur les affaires de droit patrimonial.

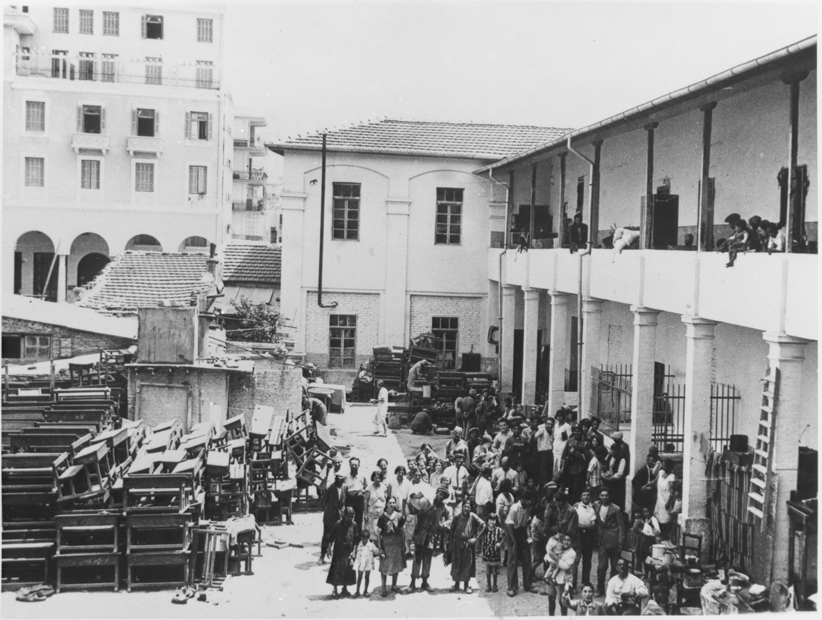
Des familles sans logement à la suite du pogrom de 1931.

Comme dans d'autres pays d'Europe centrale et orientale, l'antisémitisme monta pendant l'entre-deux-guerres dans les Balkans, sans atteindre en Grèce le même niveau de violence qu'ailleurs. Il était surtout le fait des réfugiés grecs d'Asie Mineure, le plus souvent démunis et en concurrence directe avec les Juifs pour le logement et le travail. Le mouvement était relayé dans la presse par le quotidien Makedonia et par l'organisation ultranationaliste Ethniki énosis Ellados (Union nationale de la Grèce, EEE), tous deux proches du parti libéral (au pouvoir) dirigé par Venizelos. Les Juifs furent accusés de ne pas vouloir se fondre dans l'Έλληνική εθνική κοινωνία - hellenikí ethnikí koinonía, la communauté nationale hellénique ; le développement du communisme et du sionisme au sein de la communauté était observé avec la plus grande suspicion. Le gouvernement grec adopta une attitude ambivalente, pratiquant une politique de l'apaisement mais refusant de se démarquer nettement de ces deux vecteurs de l'antisémitisme. Ce phénomène se cristallisa en 1931, année où eut lieu le pogrom de camp Campbell : un quartier juif fut entièrement brûlé, ce qui laissa 500 familles sans abri et causa la mort d'un Juif. Plusieurs dizaines de tombes du cimetière juif de Salonique furent profanées en cette occasion.

#### Prise de pouvoir par Metaxás
La prise de pouvoir par le dictateur d'extrême droite à tendance fascisante Ioánnis Metaxás en 1936 se traduisit paradoxalement par une baisse notable des violences antisémites. Il interdit l'organisation EEE et la parution de propos antisémites dans la presse et noua aussi de bonnes relations avec le grand-rabbin de Salonique, Zvi Koretz. Ceci explique le développement à partir de cette époque d'un important courant nationaliste chez les Juifs de Salonique, qui n’étaient pourtant Grecs que depuis 1913. Dès lors, y compris dans l’enfer des camps d'extermination, ils ne cessèrent d’affirmer leur appartenance à la nation hellène.

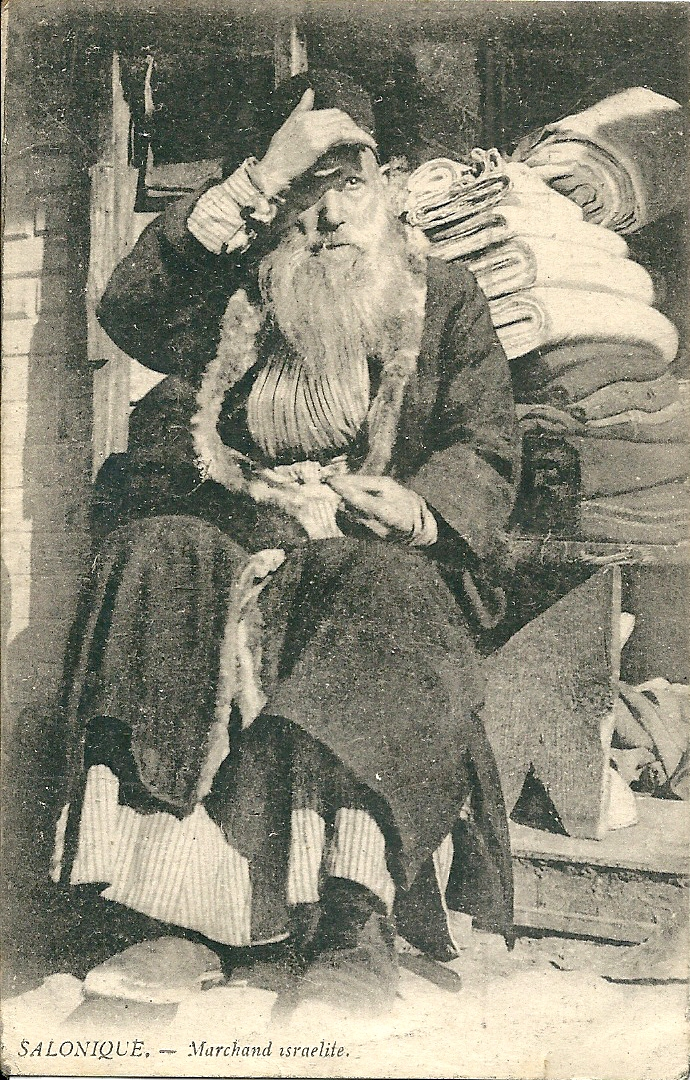
« Marchand israélite » de Salonique, avant 1918.

#### Émigration
Un phénomène migratoire avait commencé à se mettre en place dès le début du XXe siècle, à partir du moment où le gouvernement Jeunes-Turcs établit la conscription pour tous les sujets ottomans, mais c'est surtout après l'annexion de Salonique par les Grecs que le mouvement s'amplifia. Les mauvaises conditions économiques, la montée de l'antisémitisme et, dans une moindre mesure, le développement du sionisme poussèrent les Juifs saloniciens à partir, principalement en Europe occidentale, en Amérique du Sud et en Palestine. Ainsi, la population juive passa de 93 000 à 53 000 personnes à la veille de la guerre. Les journaux ladinos appellent la ville madre de Yisrael (mère d'Israël),.
Il y eut quelques réussites notoires au sein de cette diaspora. Isaac Carasso, établi à Barcelone, fonda l'entreprise Danone ; Mauricio Hassid Michael à Barcelone devint un peintre réputé ; Maurice Abravanel devint un célèbre chef d'orchestre aux États-Unis. Le grand-père maternel du président français Nicolas Sarkozy émigra en France à cette époque. Dans ce pays, dans l'entre-deux-guerres, la population juive originaire de Salonique était concentrée dans le 9e arrondissement de Paris ; le siège de leur association cultuelle était situé rue La Fayette. En Palestine mandataire, la famille Recanati fonda l'une des banques les plus importantes de l'actuel État d'Israël, la Eretz Yisrael Discount Bank, devenue la Israel Discount Bank.

### Seconde Guerre mondiale

#### Bataille de Grèce

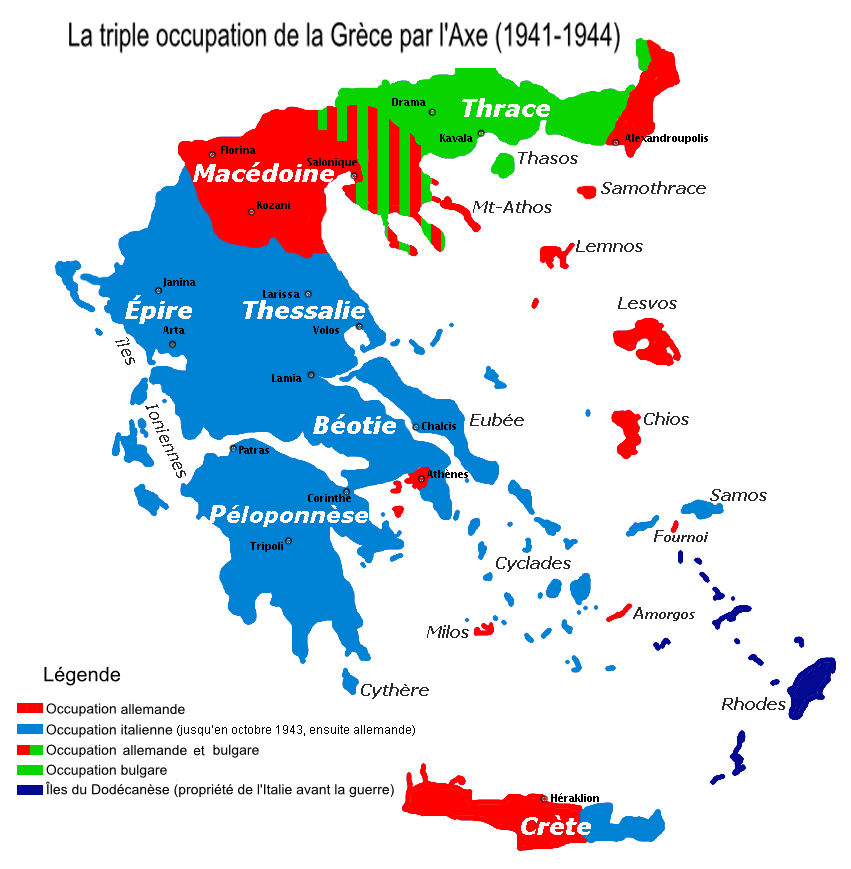
Le partage de la Grèce entre Allemands, Italiens et Bulgares :
Occupation allemande
Occupation italienne
Occupation bulgare
Îles du Dodécanèse (possession italienne avant la guerre)

Le 28 octobre 1940, les forces italiennes décidèrent d'envahir la Grèce à la suite du refus du dictateur grec Ioánnis Metaxás d'accepter l'ultimatum lancé par les Italiens. S'ensuivit la bataille de Grèce, à laquelle les Juifs prirent part. 12 898 d'entre eux s'engagèrent dans l'armée grecque ; 4 000 participèrent aux campagnes d'Albanie et de Macédoine ; 513 affrontèrent les Allemands et, au total, 613 Juifs furent tués, dont 174 de Salonique. La brigade 50 de Macédoine était surnommée « bataillon Cohen » en raison du grand nombre de Juifs dont elle était constituée. Après la défaite grecque, beaucoup de soldats juifs eurent les pieds gelés en rentrant chez eux à pied.

#### Occupation

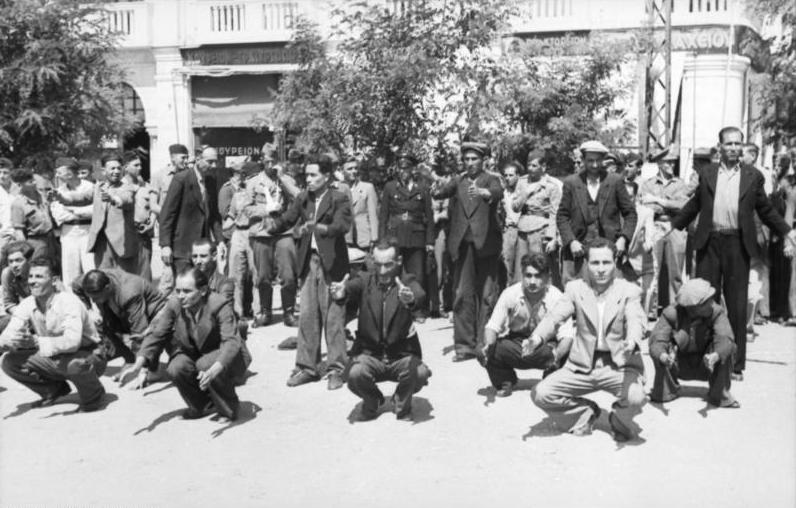
Les hommes de la communauté juive forcés à se livrer à des exercices physiques humiliants sous le soleil de juillet 1942.

La Grèce du Nord, et donc Thessalonique, revint aux Allemands tandis que le sud de la Grèce tomba aux mains des Italiens qui, durant la période où ils occupèrent la région (jusqu'en septembre 1943), n'appliquèrent pas de politique antijuive. À Thessalonique, où les Allemands entrèrent le 9 avril 1941, ils ne mirent en place que très progressivement des mesures antisémites. L'officier allemand Max Merten, chargé de l'administration de la ville, ne cessait de répéter que les lois de Nuremberg ne s'appliqueraient pas à Salonique.

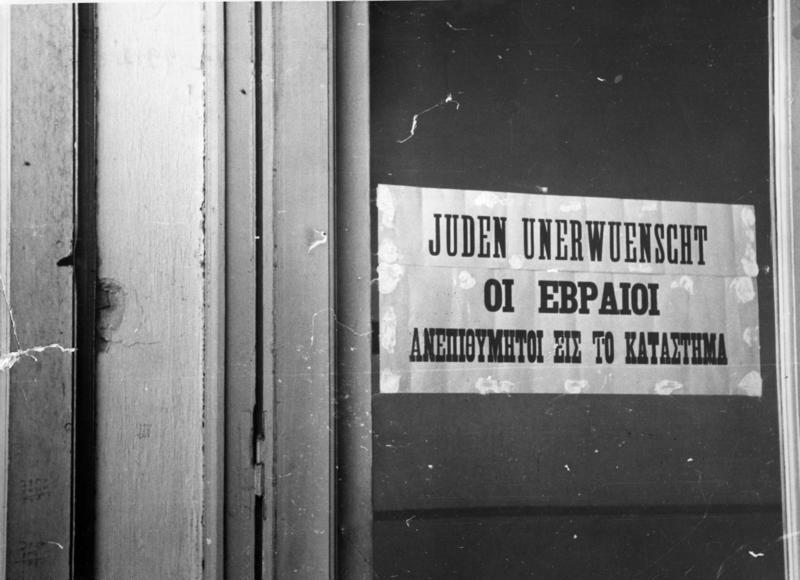
Affiche « Juifs indésirables » en allemand et en grec, Thessalonique, mai 1941

La presse juive fut très rapidement interdite, alors que deux quotidiens grecs pro-nazis, Nea Evropi et Apoyevmanti, firent leur apparition. Des maisons et édifices communautaires furent réquisitionnés par l'occupant, y compris l’hôpital construit grâce aux subsides du baron Hirsch. Fin avril, des panneaux interdisant aux Juifs l'entrée des cafés firent leur apparition, puis l'on obligea les Juifs à se séparer de leurs radios. Le grand-rabbin de Salonique, Zvi Koretz, fut arrêté par la Gestapo le 17 mai 1941 et envoyé dans un camp de concentration près de Vienne, d'où il revint fin janvier 1942 pour reprendre son poste de rabbin. En juin 1941, la commission Rosenberg arriva sur place et pilla les archives juives, envoyant des tonnes de documents communautaires à l'Institut nazi de recherche juive à Francfort. Par ailleurs, les Juifs souffraient de la famine comme le reste de leurs concitoyens, le régime nazi n'attachant aucune importance à l'économie grecque.
Pendant un an, aucune autre mesure antisémite ne fut prise ce qui donna momentanément aux Juifs un sentiment de sécurité.

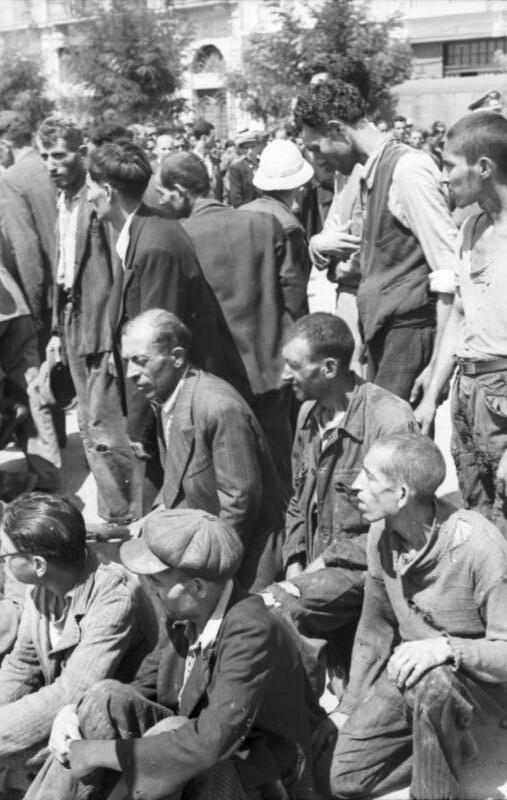
Juifs rassemblés et visiblement sous-alimentés, Salonique, juillet 1942.

Par une chaude journée de juillet 1942, le jour du chabbat, tous les hommes de la communauté âgés de 18 à 45 ans furent rassemblés sur la place de la Liberté : c'est la rafle de la place Eleftherías. Durant tout l'après-midi, on les obligea à faire des exercices physiques humiliants sous la menace des armes. Quatre mille d'entre eux furent envoyés effectuer des travaux de voirie pour l'entreprise allemande Müller sur les routes reliant Salonique à Kateríni et Larissa, zones où sévissait le paludisme. En moins de dix semaines, 12 % d'entre eux moururent d'épuisement et de maladie. La communauté salonicienne, aidée de celle d'Athènes, parvint à réunir deux milliards sur l'énorme somme de 3,5 milliards de drachmes demandée par les Allemands pour que les travailleurs forcés soient rapatriés. Les Allemands acceptèrent de les libérer mais, en contrepartie, exigèrent, à la demande des autorités grecques, l'abandon du cimetière juif de Salonique qui contenait de 300 000 à 500 000 tombes ; par sa taille et son emplacement, il avait longtemps gêné la croissance urbaine de Salonique. Les Juifs commencèrent le transfert des tombes vers deux terrains qui leur avaient été alloués en périphérie, mais les autorités municipales, prétextant la lenteur de l'opération, décidèrent de prendre les choses en main. Cinq cents ouvriers grecs payés par la municipalité se lancèrent dans la destruction des tombes. Le cimetière ne tarda pas à être transformé en une vaste carrière où Grecs et Allemands venaient chercher des pierres tombales utilisées comme matériel de construction,. Sur ce site s’étend de nos jours, entre autres, l'université Aristote.
On estime qu'entre le début de l'occupation et la fin des déportations, 3 000 à 5 000 Juifs parvinrent à s'échapper de Salonique, trouvant un refuge temporaire en zone italienne et d'autres fuyant vers la Palestine. Parmi ceux-ci, 800 possédaient la nationalité italienne et furent tout au long de la période d'occupation italienne activement protégés par les autorités consulaires de ce pays. 800 Juifs prirent le maquis dans les montagnes macédoniennes au sein de la Résistance grecque communiste, l'ELAS, pour combattre les Allemands ; le mouvement royaliste de droite, pour sa part, n'accueillit pratiquement aucun Juif.

#### «Destruction des Juifs de Salonique»

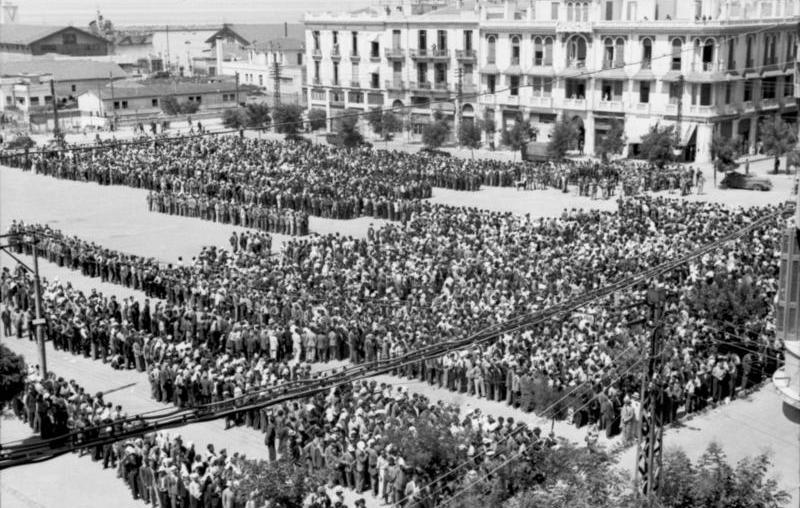
Rassemblement de 9000 Juifs de 18 à 45 ans, inscrits de force au travail forcé, sur la place de la Liberté de Salonique (juillet 1942)

Le processus de « destruction des Juifs de Salonique » envoya à la mort, dans les camps d'extermination nazis, cinquante-quatre mille Séfarades de Salonique. Près de 98 % de la population juive totale de cette ville connut la mort durant la guerre. Seul le judaïsme polonais connut un taux de destruction plus important.

##### Déportation
Pour mener à bien cette opération, les autorités nazies dépêchèrent sur place deux spécialistes en la matière, Alois Brunner et Dieter Wisliceny, qui arrivèrent le 6 février 1943. Immédiatement, ils firent appliquer les lois de Nuremberg dans toute leur rigueur, imposant le port de l'étoile jaune et restreignant drastiquement la liberté de circulation des Juifs. Ceux-ci furent rassemblés fin février 1943 dans trois ghettos (Kalamaria, Singrou et Vardar/Agia Paraskevi) puis transférés dans un camp de transit du quartier dit « du baron Hirsch », entouré de fils barbelés et de tours de contrôle, soit plus de 2 000 femmes, hommes et enfants juifs entassés dans 593 pièces. La maladie et la criminalité étaient endémiques, jouxtant la gare. Là, les trains de la mort les attendaient. Pour accomplir leur mission, les SS s'appuyèrent sur une police juive créée pour l'occasion et dirigée par Jacques Albala puis Vital Hasson,,, lequel se livra avec ses hommes à de nombreuses exactions provoquant l'horreur de la population contre le reste des Juifs, les femmes et leurs biens,.
Le 15 mars partit le premier convoi. Chaque train emportait de 1 000 à 4 000 Juifs traversant toute l'Europe centrale principalement vers Birkenau. Un convoi partit pour Treblinka et il est possible que des déportations pour Sobibor aient eu lieu, puisqu'on retrouva des Juifs saloniciens dans ce camp. La population juive de Salonique était tellement nombreuse que la déportation dura plusieurs mois pour s'achever, le 7 août, avec la déportation du grand-rabbin Zvi Koretz, chef du judenrat, accompagné d'autres notables vers le camp de concentration de Bergen-Belsen, sous un régime relativement bon, grâce à un privilège spécial Dans ce même convoi se trouvaient 367 Juifs protégés par leur nationalité espagnole qui connurent un destin singulier : transférés depuis Bergen-Belsen jusqu'à Barcelone puis au Maroc, certains parvinrent finalement en Palestine mandataire,. Ainsi, de mars à août 1943, 19 transports de Juifs de Salonique, dont 18 pour Auschwitz, sont effectués au départ de la gare adjacente au ghetto du Baron Hirsch, totalisant 48 533 âmes.

##### Facteurs explicatifs de l'efficacité des déportations

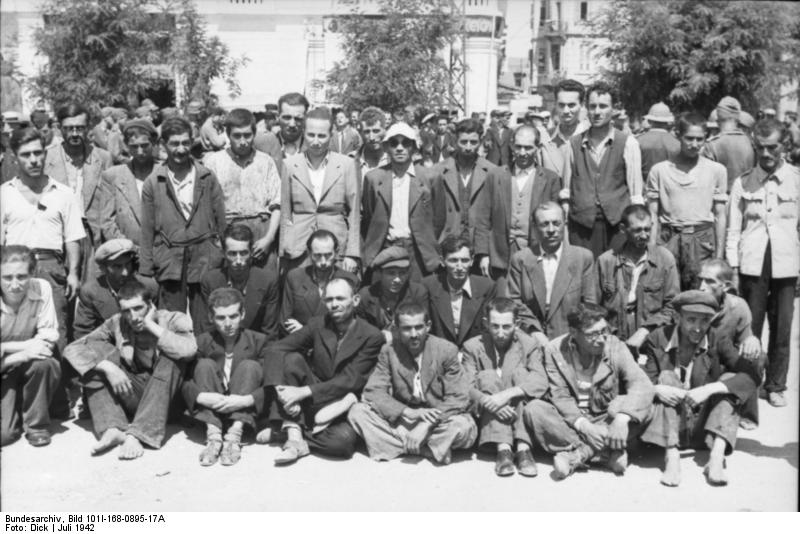
Juifs lors du rassemblement forcé de juillet 1942.

Plusieurs raisons ont été avancées pour expliquer cette hécatombe qui contraste avec le cas d'Athènes, où une grande partie des Juifs parvint à échapper à la mort. D'une part, l'attitude du Judenrat, et en premier lieu de celui qui fut à sa tête durant la période précédant les déportations, le grand rabbin de Salonique Zvi Koretz, a été très critiquée. On lui a reproché d'avoir appliqué les directives nazies avec docilité et d'avoir minimisé les craintes des Juifs concernant leur transfert en Pologne alors même que celui-ci, de nationalité autrichienne et donc de langue maternelle allemande, était supposé être bien renseigné. Des rumeurs ont même couru, l'accusant d'avoir sciemment collaboré avec l'occupant. Une étude de 2005 tend néanmoins à relativiser son rôle dans les déportations.
L'historien Raul Hilberg attribue essentiellement cette rapidité dans les déportations par la conjonction de l'efficacité des nazis (Merten et Wisliceny) et de l'aveuglement du rabbin Koretz. Un autre facteur fut la solidarité dont firent preuve les familles qui refusaient de se séparer dans l'adversité ; cette volonté de faire face ensemble ne facilita pas les initiatives individuelles. On a aussi fait remarquer qu'il était difficile aux Juifs de se cacher du fait de leur méconnaissance de la langue grecque, imposée seulement quand Salonique passa sous souveraineté grecque en 1913. De plus, la taille importante de la communauté limitait les opportunités de se fondre dans la population grecque orthodoxe comme ce fut le cas à Athènes. Il existait par ailleurs un antisémitisme latent dans une partie de la population grecque, notamment parmi ceux qui avaient dû fuir l'Asie mineure lors des transferts de population entre Grèce et Turquie. Arrivés en masse à Salonique, ces immigrants se trouvaient exclus du système économique et, pour certains, regardaient avec hostilité la population juive, parfois plus riche, qu'ils assimilaient à l'ancien pouvoir ottoman. Néanmoins, le mémorial de Yad Vashem a distingué 265 Grecs (dont la princesse Alice, belle-fille du roi Georges Ier) comme Justes parmi les nations, soit la même proportion que parmi la population française.

##### Dans les camps

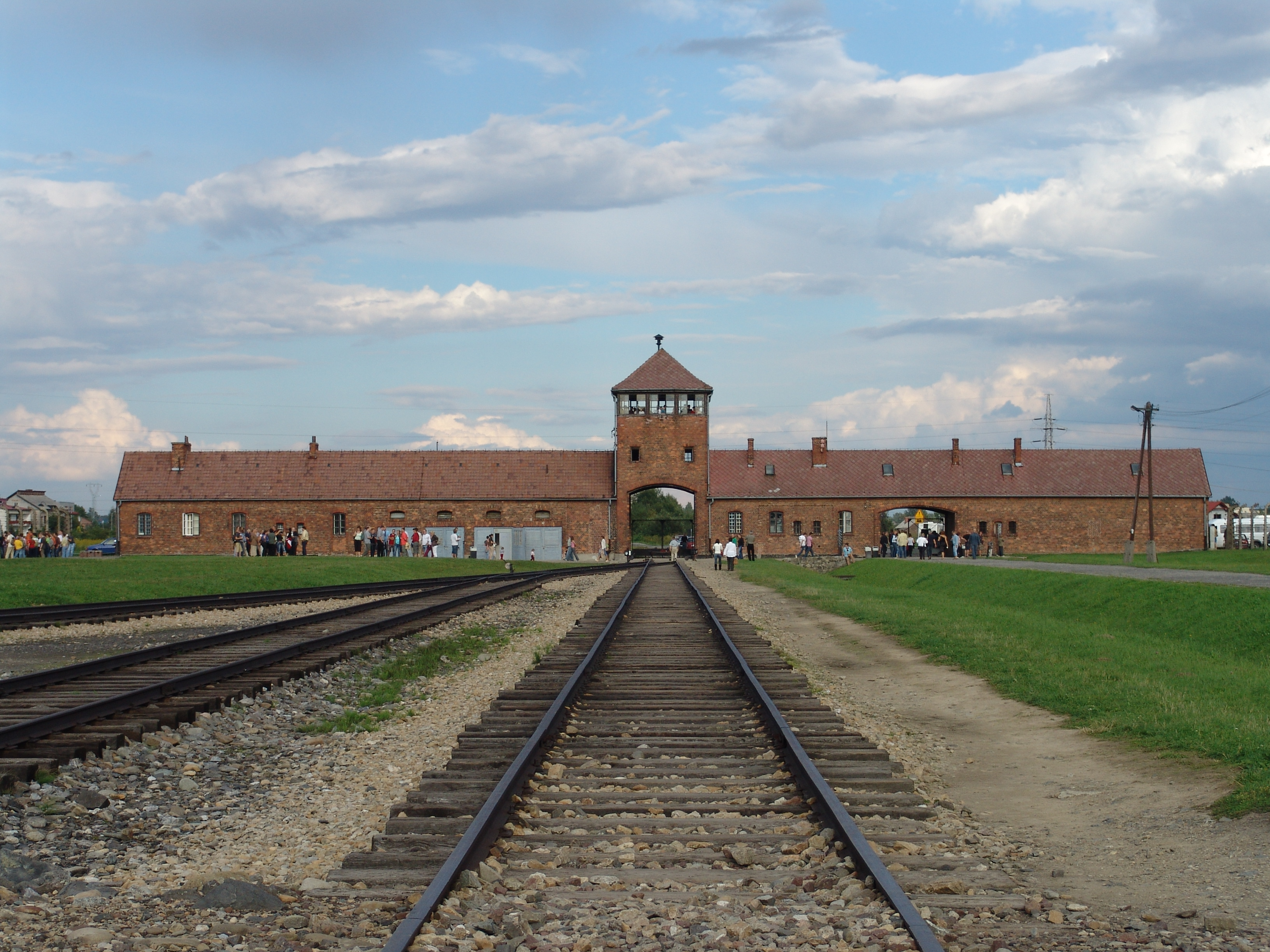
Entrée d'Auschwitz II - Birkenau, vue depuis l'intérieur du camp.

À Auschwitz Birkenau, environ 37 000 Saloniciens furent gazés immédiatement, surtout les femmes, les enfants et les personnes âgées.
Près d'un quart des quatre cents expérimentations pseudo-scientifiques commises sur des Juifs le furent sur des Juifs grecs, en particulier ceux de Salonique. Ces expériences incluaient l'émasculation, l'implantation du cancer du col de l'utérus sur les femmes. La plupart des jumeaux périrent victimes de crimes atroces.
Les autres Saloniciens durent travailler dans les camps. Dans les années 1943–1944, ils représentaient une part importante de la main-d'œuvre de Birkenau : ils étaient environ 11 000. En raison de leur méconnaissance du yiddish, les Saloniciens furent envoyés en nombre pour nettoyer les décombres du ghetto de Varsovie en août 1943 afin d'y construire un camp. Parmi les 1 000 Saloniciens employés à cette tâche, une petite vingtaine parvint à s'échapper du ghetto par les égouts et à rejoindre la résistance polonaise, l'Armia Krajowa, qui organisait l'insurrection,.
Beaucoup de Juifs de Salonique furent aussi intégrés dans les sonderkommandos. Le 7 octobre 1944, ils lancèrent avec d'autres Juifs grecs un soulèvement planifié, prenant d'assaut les crématoires et tuant quelques gardes. Avant d'être massacrés par les Allemands, les insurgés grecs entonnèrent un chant des partisans grecs et l'hymne national grec.
Dans son livre Si c'est un homme, l’un des ouvrages les plus célèbres de la littérature de la Shoah, Primo Levi évoque dans une courte description le groupe des « quelques rescapés de la colonie juive de Salonique », ces « Grecs, immobiles et silencieux comme des sphinx, accroupis sur le sol derrière leurs gamelles de soupe épaisse ». Ces derniers membres de la communauté encore vivants courant 1944 font une forte impression à l’auteur. Il note que « malgré leur faible nombre, leur contribution à la physionomie générale du camp et au jargon international qu'on y parle est de première importance. » Selon lui, leur capacité à survivre dans les camps s'explique en partie par le fait qu’ils constituent dans le Lager « le groupe national le plus cohérent et de ce point de vue le plus évolué ». Erika Perahia Zemour, directrice du musée de la Présence juive de Salonique, analysant ces propos rapporte que ce sentiment patriotique décrit par un observateur extérieur ressort aussi dans le récit des déportés saloniciens et tire ses origines de la politique philosémite de Metaxás avant-guerre.
En définitive, 96,5% de la communauté juive de Salonique a été exterminée dans les camps de la mort.

### L'après-guerre
À la suite de l'arrivée à Sidirokastro d'une cinquantaine de personnes du camp de concentration de Bergen-Belsen, le Conseil de la communauté juive de Salonique présidée par Haim Moise Salitiel réclame dès septembre 1945, que soit tenu un procès où ces Juifs devront rendre compte de leur étroite collaboration avec les Nazis et expliquer la raison des privilèges dont ils ont pu bénéficier par eux.
À la fin de la Seconde Guerre mondiale, une violente guerre civile éclata en Grèce. Elle dura jusqu'en 1949, opposant les forces du gouvernement d'Athènes soutenu par les Britanniques à la puissante résistance communiste, l'ELAS. Certains des Juifs de Salonique qui avaient échappé à la déportation y prirent part, soit au sein des forces gouvernementales, soit dans le camp adverse. Parmi ceux qui avaient combattu au sein de l'ELAS, beaucoup furent victimes, comme les autres partisans, de la répression qui s'abattit sur le pays après que le gouvernement eut repris le contrôle de la situation.
Des quelques rescapés des camps, certains choisirent de ne pas retourner en Grèce et émigrèrent en Europe occidentale, en Amérique ou en Palestine mandataire et d'autres prirent le chemin du retour. Ils furent tous confrontés à de grandes difficultés pour survivre et mener à bien leur projet tant l'Europe de l'immédiat après-guerre était dans un état chaotique. Ils souffrirent par ailleurs de discrimination de la part de certains rescapés ashkénazes qui mettaient en doute leur judéité.
L'arrivée à Salonique fut un choc supplémentaire ; les rescapés étaient souvent les seuls survivants de leur famille et ils trouvèrent leurs maisons occupées par des familles grecques qui les avaient rachetées aux Allemands. Ils durent dans un premier temps être hébergés dans les synagogues. Un comité juif (Komite Djudio) fut monté pour recenser le nombre de rescapés et obtint auprès de la Banque de Grèce la liste des 1 800 maisons vendues aux Grecs. Ces derniers se montrèrent très réticents à rendre leurs biens aux Juifs, arguant qu'ils avaient acheté ces maisons et qu'eux aussi avaient souffert de la guerre. Au sortir de la guerre, l'ELAS, qui contrôlait la ville, favorisa le retour des biens juifs à leurs propriétaires mais quatre mois plus tard, lorsque le gouvernement d'Athènes soutenu par les Britanniques prit le pouvoir à Thessalonique, la restitution fut peu à peu gelée. Non seulement le gouvernement composé de Venizelistes devait faire face à une importante crise du logement en raison de l'afflux de réfugiés provoqué par la guerre, mais de surcroît de nombreux collaborateurs qui s'étaient enrichis durant la guerre y étaient influents, le gouvernement dans une optique de lutte anticommuniste s'étant rapproché des anciens sympathisants du régime hitlérien. L'envoyé sur place de l'Agence juive dénonça le climat d'antisémitisme et préconisa l'Aliyah des Juifs. Peu à peu, une aide internationale du Joint se mit en place afin de secourir les Juifs de Salonique.

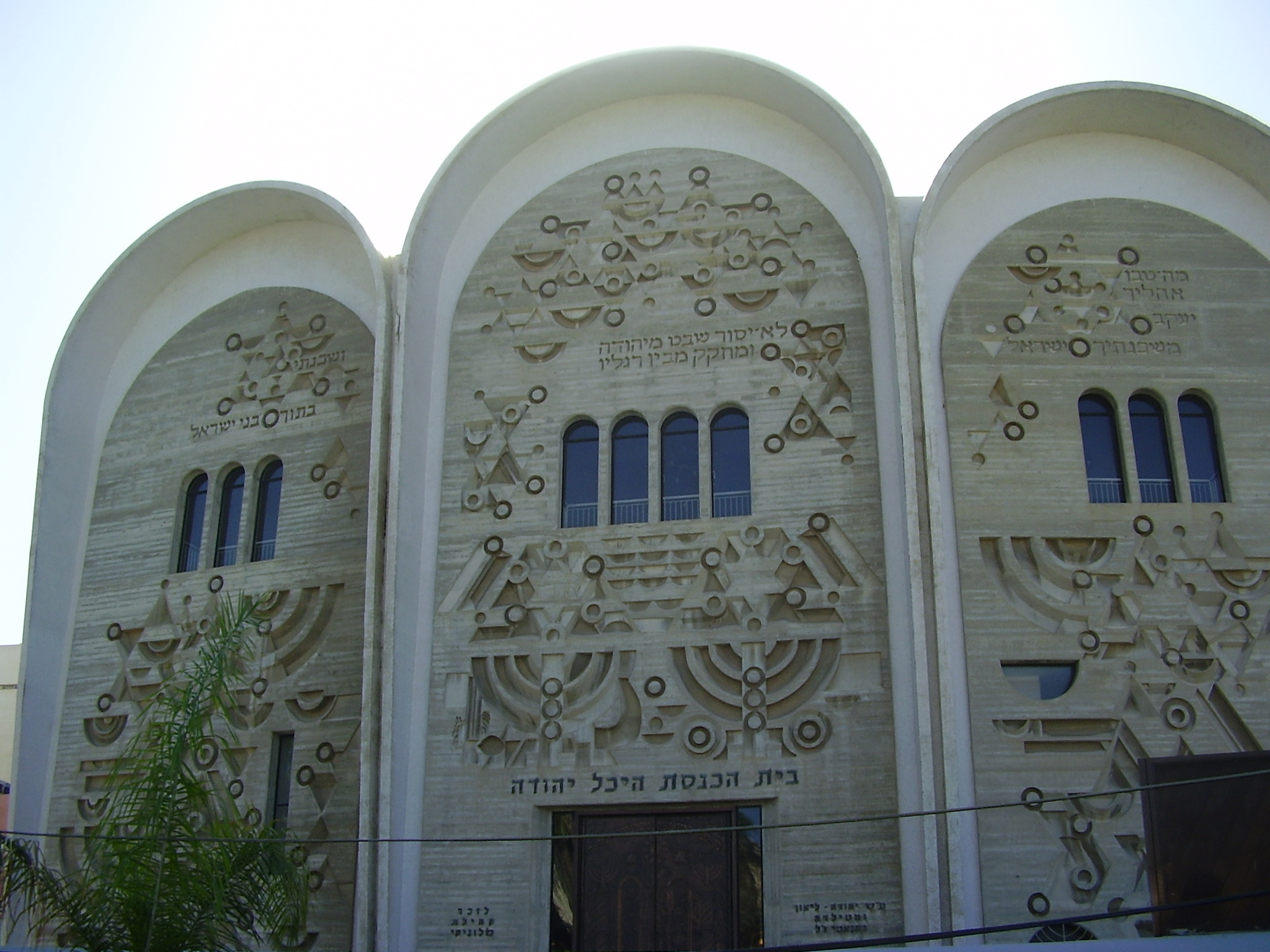
Synagogue en mémoire des Juifs de Salonique à Tel Aviv, Israël.

Certains des Juifs sauvés de la déportation par les Grecs choisirent de se convertir à l'orthodoxie. Des rescapés des camps, souvent les plus isolés, firent le même choix. Il y eut aussi nombre de mariages éclair dans l'immédiat après-guerre, les survivants désirant ainsi reformer une famille qu'ils avaient perdue. Un rescapé témoigne en ladino : 
« Torni a un Saloniko destruido. Esperava topar a mi ermano adoptado ma de rumores entendi ke el murio de malaria en Lublin. Ya savia ke mis djenitores fueron kemados en sus primeros dias en el kampo de eksterminasion de Aushwitz. Estava solo. Los otros prizonieros ke estavan kon mi no tenian mas a dinguno. En akeyos dias me ati a una djovena ke avia konosido en Bruxelles. No mos despartimos el uno del otro. Los dos eramos reskapados de los kampos. Despues de kurto tiempo mos kazimos, dos refujiados ke no tenian nada, no avia mizmo un rabino para ke mos de la bindision. El direktor de una de las eskolas djudias sirvio de rabino i mos kazo i ansina empesi en una mueva vida. »
« Je revins dans Salonique détruite. J'espérais retrouver mon frère adoptif mais des rumeurs m'apprirent qu'il était mort de la malaria à Lublin. Je savais déjà que mes géniteurs avaient été brûlés dès leurs premiers jours au camp d'extermination d'Auschwitz. J'étais seul. Les autres prisonniers qui étaient avec moi n'avaient personne non plus. Ces jours là, je me liai à une jeune que j'avais connue à Bruxelles. Nous ne nous séparions pas l'un de l'autre. Nous étions tous deux rescapés des camps. Peu de temps après, nous nous mariâmes, deux réfugiés qui n'avaient rien, il n'y avait pas même un rabbin pour nous donner la bénédiction. Le directeur de l'une des écoles juives servit de rabbin et nous maria et ainsi je commençai une nouvelle vie. »
Au recensement de 1951, on ne dénombrait que 1 783 rescapés. La communauté n'était plus que l'ombre d'elle-même.

### De nos jours
L'érection d'un monument symbolisant la déportation des Juifs tarda longtemps à venir, ce n'est qu'en 1997 que la municipalité décida de faire construire un mémorial en lointaine banlieue et non en centre-ville comme cela avait été suggéré. Les administrateurs successifs de l'université Aristote ont quant à longtemps refusé d'y ériger un quelconque monument pour rappeler la présence de l'ancien cimetière juif sous les fondations de l'université et ce malgré les demandes répétées de nombreux professeurs. Enfin, en 2014, un monument rappelant la mémoire du cimetière juif est inauguré.
En 1998, le roi Juan Carlos Ier d'Espagne s'est rendu à Salonique, où il a rendu hommage aux Juifs sépharades. Cette visite faisait suite à celle qu'il avait entreprise à la synagogue de Madrid en 1992 pour la commémoration de l'expulsion de 1492 à l'occasion de laquelle il avait fait la critique du décret d'expulsion.
En 2002, environ 1 300 Juifs vivaient à Thessalonique ce qui fait de cette communauté juive la deuxième de Grèce après Athènes. Elle possède trois synagogues (YadLezikaron, Salem, Bitola), un Talmud Torah, une école maternelle et primaire (Matanoth Laevionim) et une maison de retraite (Saul Modiano). Abrité dans une ancienne structure juive qui a échappé à l'incendie de 1917, le Musée juif de Thessalonique retrace l'histoire mouvementée des Saloniciens et présente le patrimoine séfarade. La Menorah en flammes, inaugurée en 1997 et placée de puis 2006 sur la place Eleftherías a été le premier mémorial de la Shoah placé dans l'espace public en Grèce.
En juin 2017, le Premier ministre israélien Benjamin Netanyahou, le Premier ministre grec Alexis Tsipras et le président chypriote Níkos Anastasiádis consacrent un site pour construire un musée de l’Holocauste à Thessalonique.

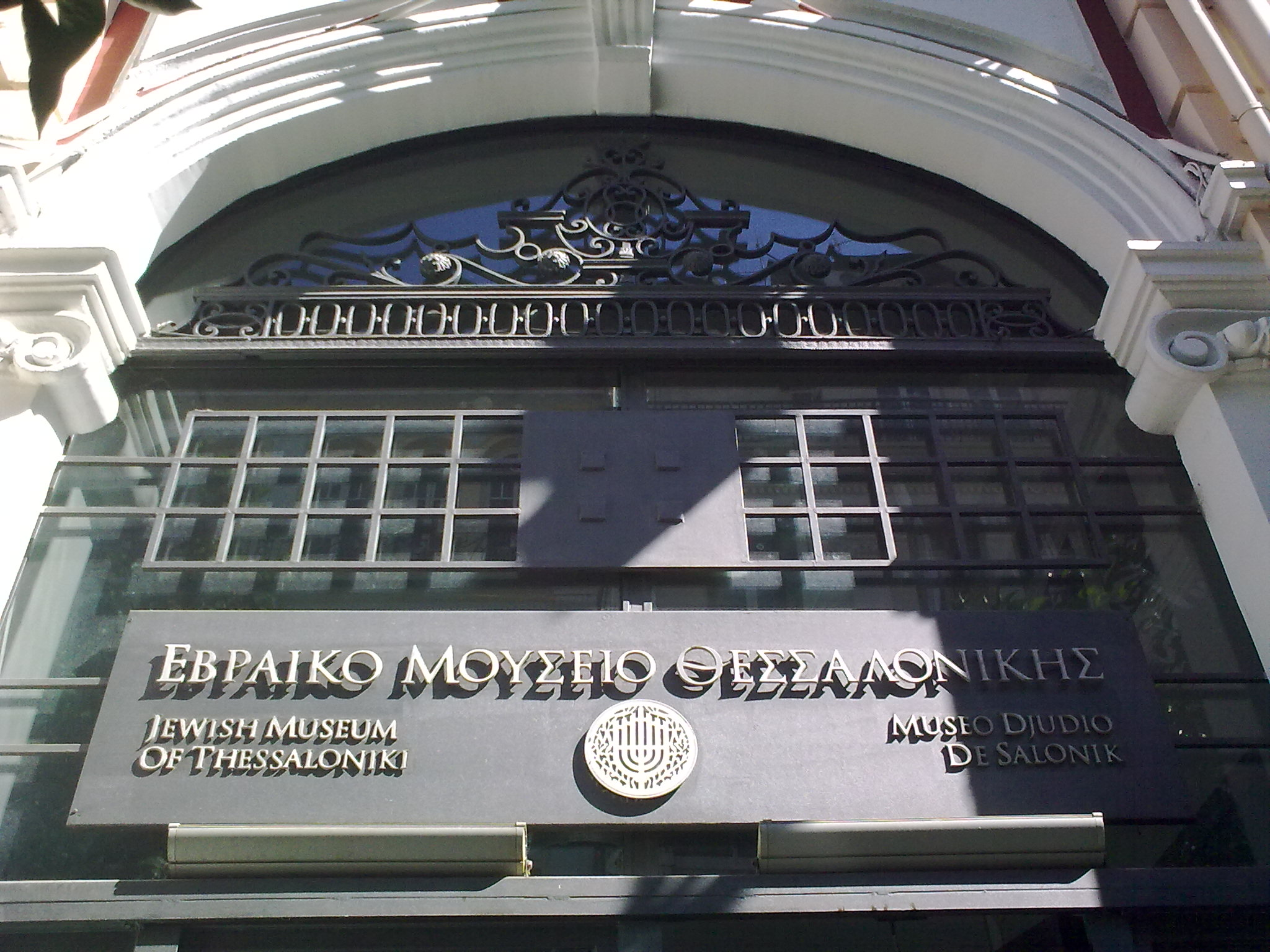
Fronton du musée juif.
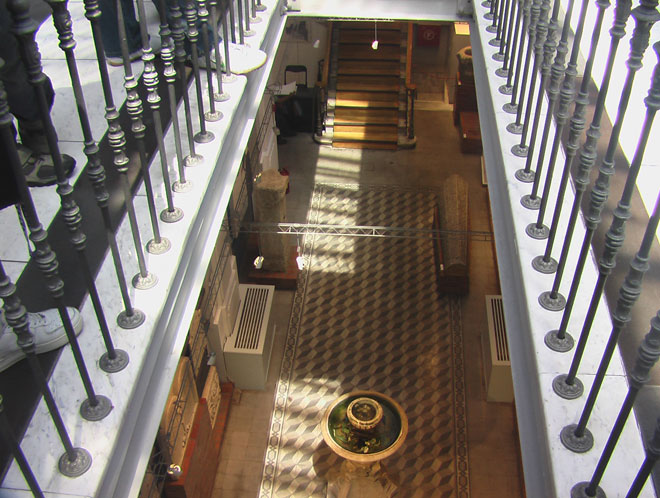
Vue du musée juif de Thessalonique.
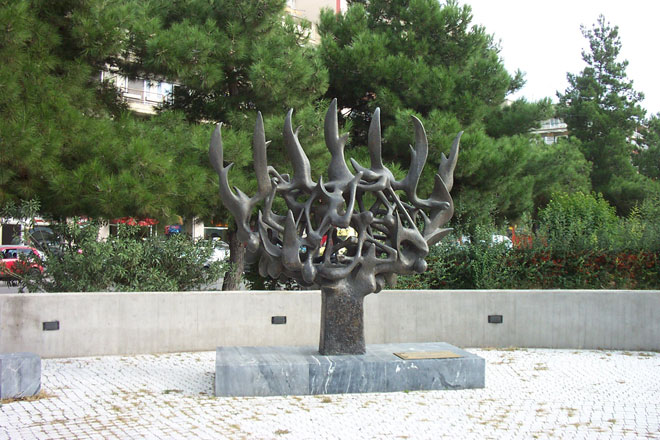
Memorial de l'Holocauste.
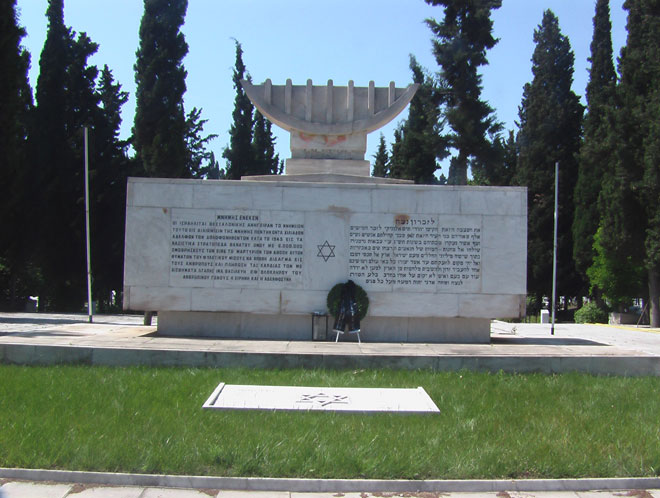
Mémorial dans le nouveau cimetière.
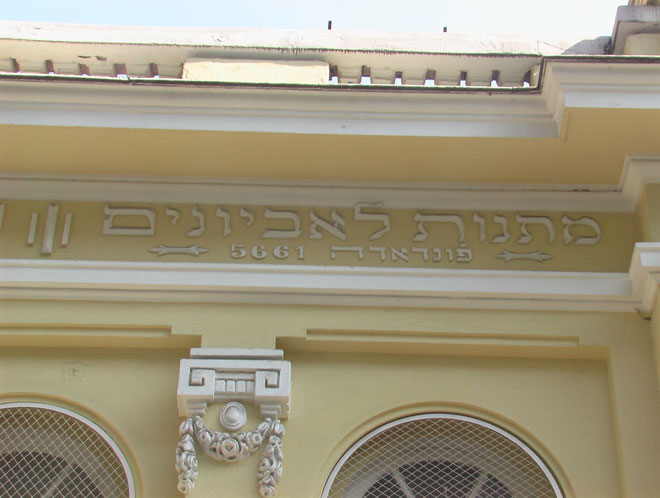
École juive de Thessalonique.

## Culture

### Synagogues

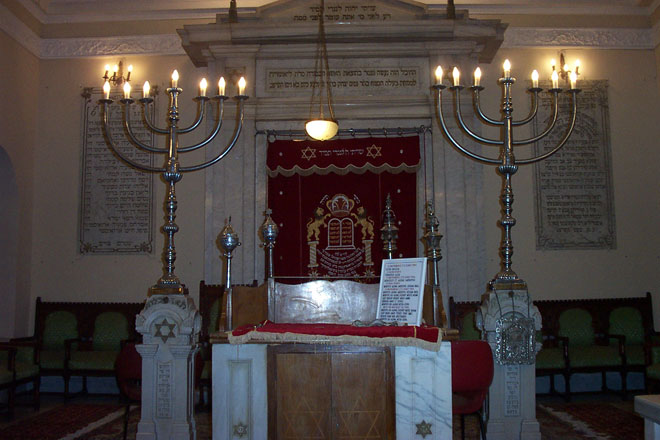
Synagogue Bitola à Thessalonique

Des dizaines de synagogues à Salonique (voir supra), il n'en reste plus que trois encore actives de nos jours : les deux petites synagogues de Yad Lezikaron (1984) et de Yossua Abraham Salem (dans la maison de retraite Saul Modiano fondée en 1924) et celle de Bitola Monastir, la plus grande d'entre elles.
Cette dernière a été construite et meublée avec des dons d'Ida Aroesti et dédiée à la mémoire de son mari Isaac, et de familles juives déplacées de Monastir Bitola à Salonique après les guerres des Balkans (1912-1913) et la Première Guerre mondiale - d'où son nom. Les fondations de la synagogue ont été posées en 1925 et la construction a pris fin en 1927. Le premier office a été mené par le Grand Rabbin intérimaire de Salonique, Chaim Raphael Habib. Pendant l'occupation nazie, la synagogue des Monasteriotes était au centre du ghetto créé à l'intérieur de la ville. Après la déportation de la communauté juive dans les camps de la mort, la synagogue a été utilisée comme entrepôt par la Croix-Rouge, évitant ainsi sa destruction par les nazis. « Après la libération en novembre 1944, les quelques Juifs qui avaient été sauvés par des amis chrétiens et ceux qui avaient rejoint les forces de résistance nationale ont trouvé refuge dans cette synagogue. Lorsque la vie communautaire normale a été rétablie, il est devenu la synagogue centrale de Thessalonique. En juin 1978, le tremblement de terre qui a secoué la ville a causé des dommages à l'immeuble et ses services ont été suspendus jusqu'à ce que la tâche délicate de sa restauration ait été achevée, avec des fonds fournis par le gouvernement grec qui le considère comme l'un des monuments historiques de Thessalonique. Aujourd'hui, il est en service pour les besoins religieux des Juifs de Thessalonique »,,.

### Villas
Thessalonique garde des traces des heures fastes de la communauté juive à travers des villas prestigieuses ayant appartenu à ses membres :
- Villa Allatini : Construite en 1898 par l'architecte italien Vitaliano Poselli (en), elle sert de résidence d'été à la famille Allatini. Entre 1909 et 1912, la villa devient la prison résidence du sultan Abdul Hammid II ; en 1926, elle accueille l'Université de Thessalonique nouvellement créée ; pendant la guerre 1940-1941, il est utilisé comme hôpital. Aujourd'hui, la Villa Allatini abrite des services de la périphérie de Macédoine-Centrale. D'autres édifices monumentaux qui appartenaient à la famille Allatini sont encore utilisés aujourd'hui comme les moulins Antheon ou leur banque sur la place de la Bourse.
- Villa Mordoch : Construite en 1905 par l'architecte grec Xenophón Paionídis (en) comme résidence de la division turque du commandant Saifulah Pacha. En 1923, elle est achetée par la famille juive Schialom et en 1930 par une autre famille juive, les Mordoch. Après la Seconde Guerre mondiale, elle abritait successivement différents services militaires et de sécurité. Aujourd'hui, elle est utilisée par la municipalité comme salle d'exposition d'œuvres picturales.
- Villa Modiano (el) : Construite en 1906 par l'ingénieur Eli Modiano comme résidence de son père, le banquier Jacob (Yako) Modiano[75]. Eli Modiano (anobli par le roi Victor Emmanuel en 1922) a également construit le marché Modiano et l'école Alessandro Manzoni. En 1913, la villa est rachetée par la ville de Thessalonique et offerte comme palais au roi Constantin puis elle est utilisée dans l'Entre-deux-guerres comme résidence du gouverneur général de Macédoine. Plus tard, elle abrite l'école de médecine militaire. Depuis 1970, elle héberge le musée d'art populaire macédonien.
- Villa Fernandez (Casa Bianca) : Construite en 1910 par l'architecte italien Pierro Arigoni (de) comme résidence de l'homme d'affaires juif Dino Fernandez Diaz (assassiné en 1943). Elle abrite aujourd'hui une galerie d'art municipale (en).

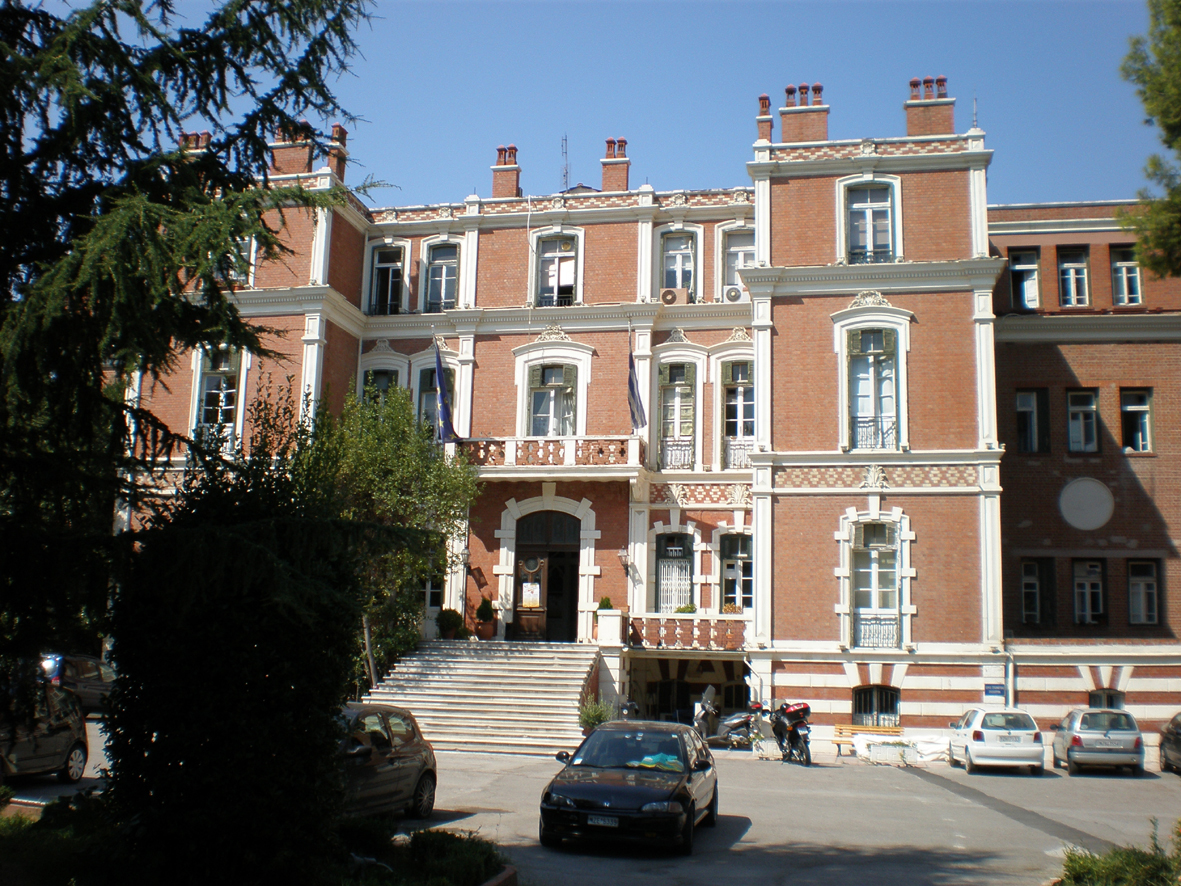
Villa Allatini
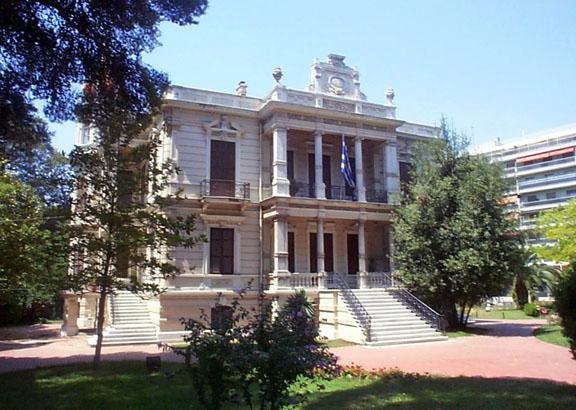
Villa Mordoch
Villa Modiano
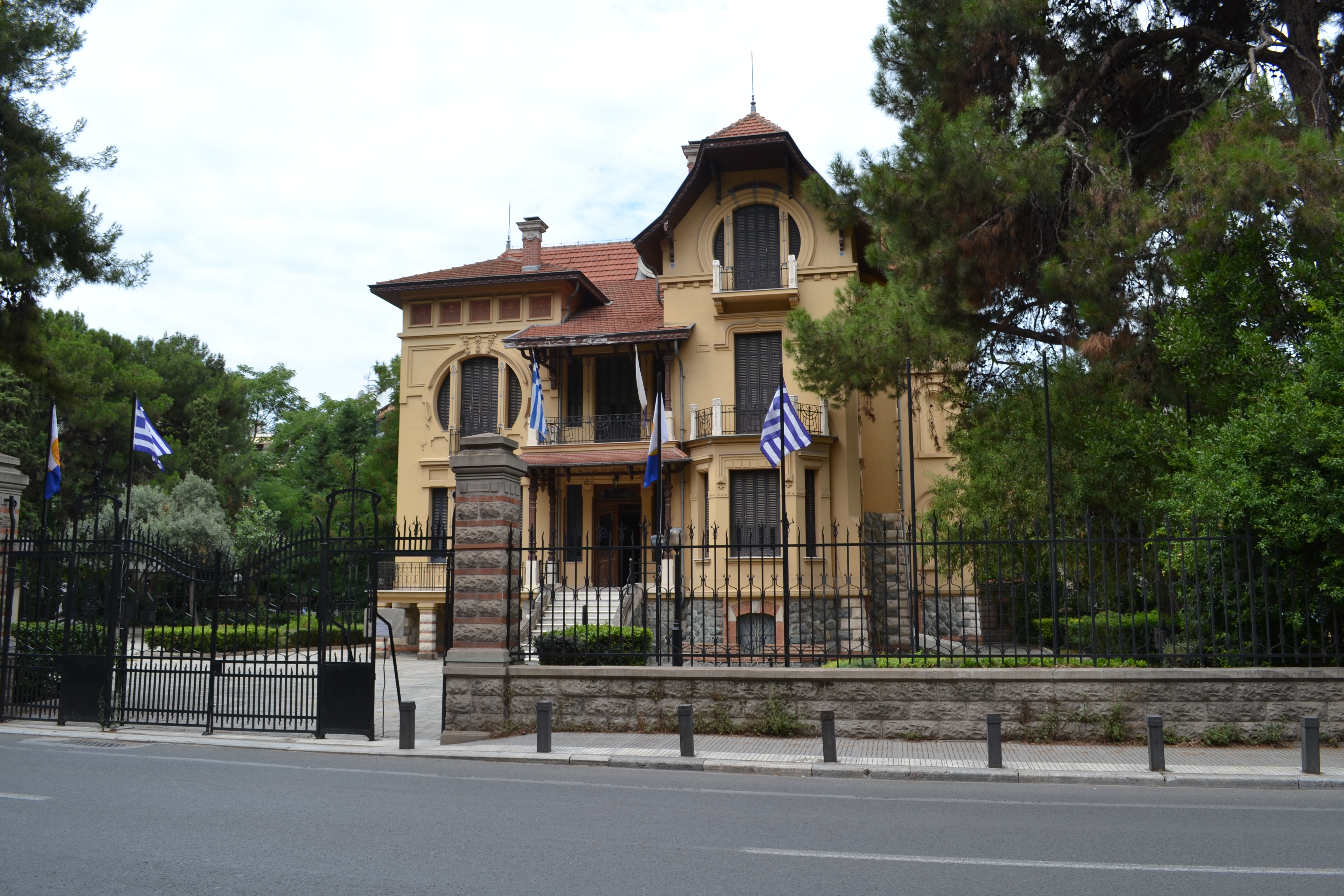
Villa Fernandez

Associés lointainement à la communauté juive de Thessalonique, la mosquée « Yenni Djami », dite Nouvelle mosquée, construite en 1902 par les Dönme (Juifs convertis à l'Islam au XVIIe siècle), décorée de Maguen David, est devenue un centre d'exposition. Il existe également plusieurs palais dans l'ancien quartier des Campagnes de Thessalonique, ayant appartenu à des membres Dönme de la famille Kapandji, telles la villa Mehmet-Kapandji (1898) devenue Centre culturel de la Banque nationale de Grèce à Thessalonique et la villa Ahmet-Kapandji (1905) achetée en 2014 par l'homme d'affaires gréco-russe Iván Savvídis (en).

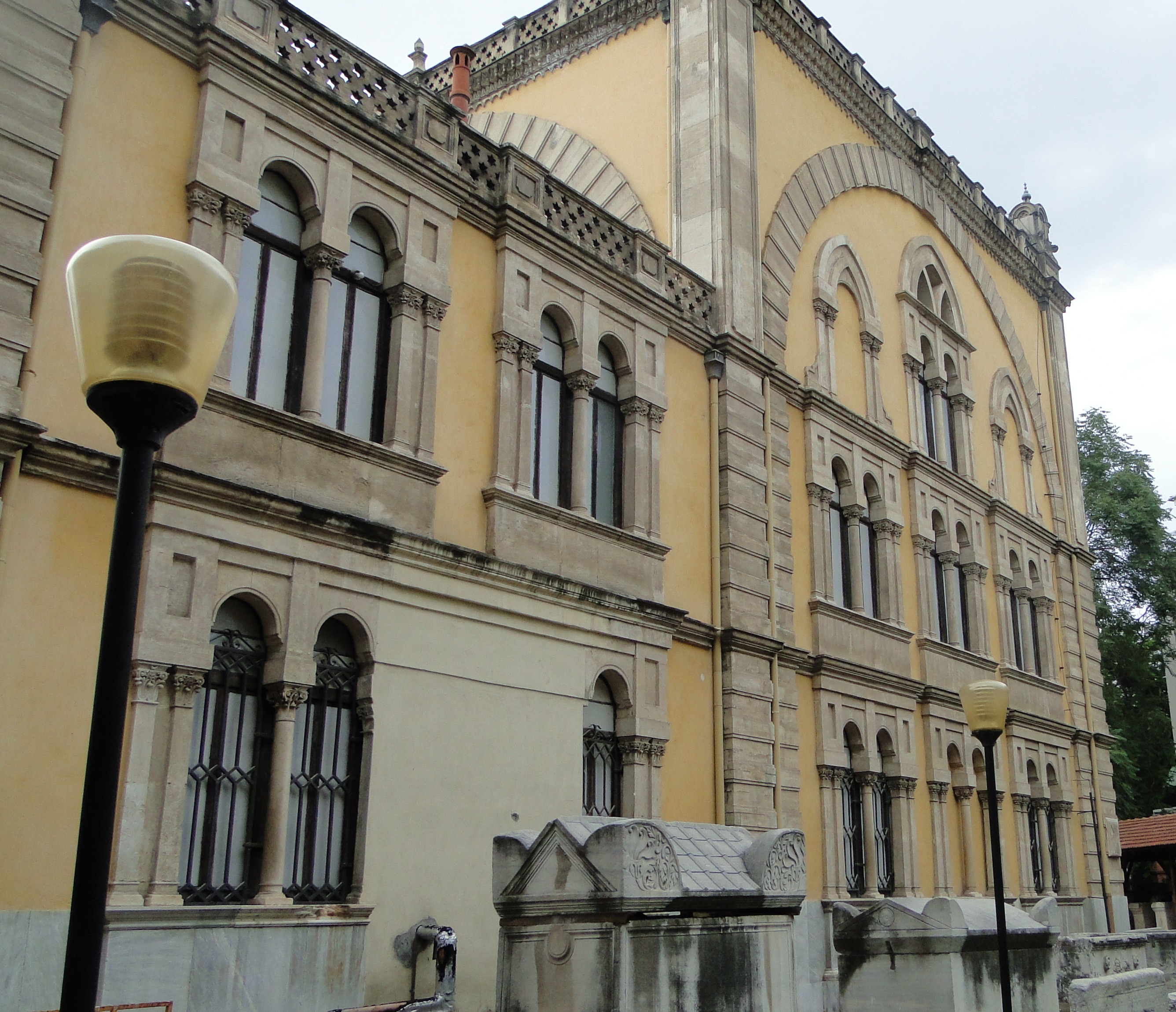
Nouvelle mosquée
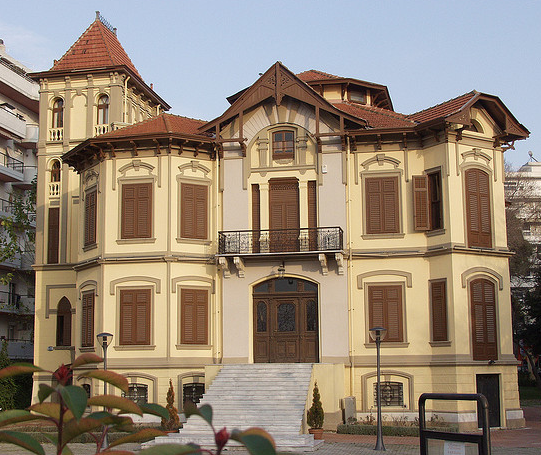
Villa Mehmet-Kapandji
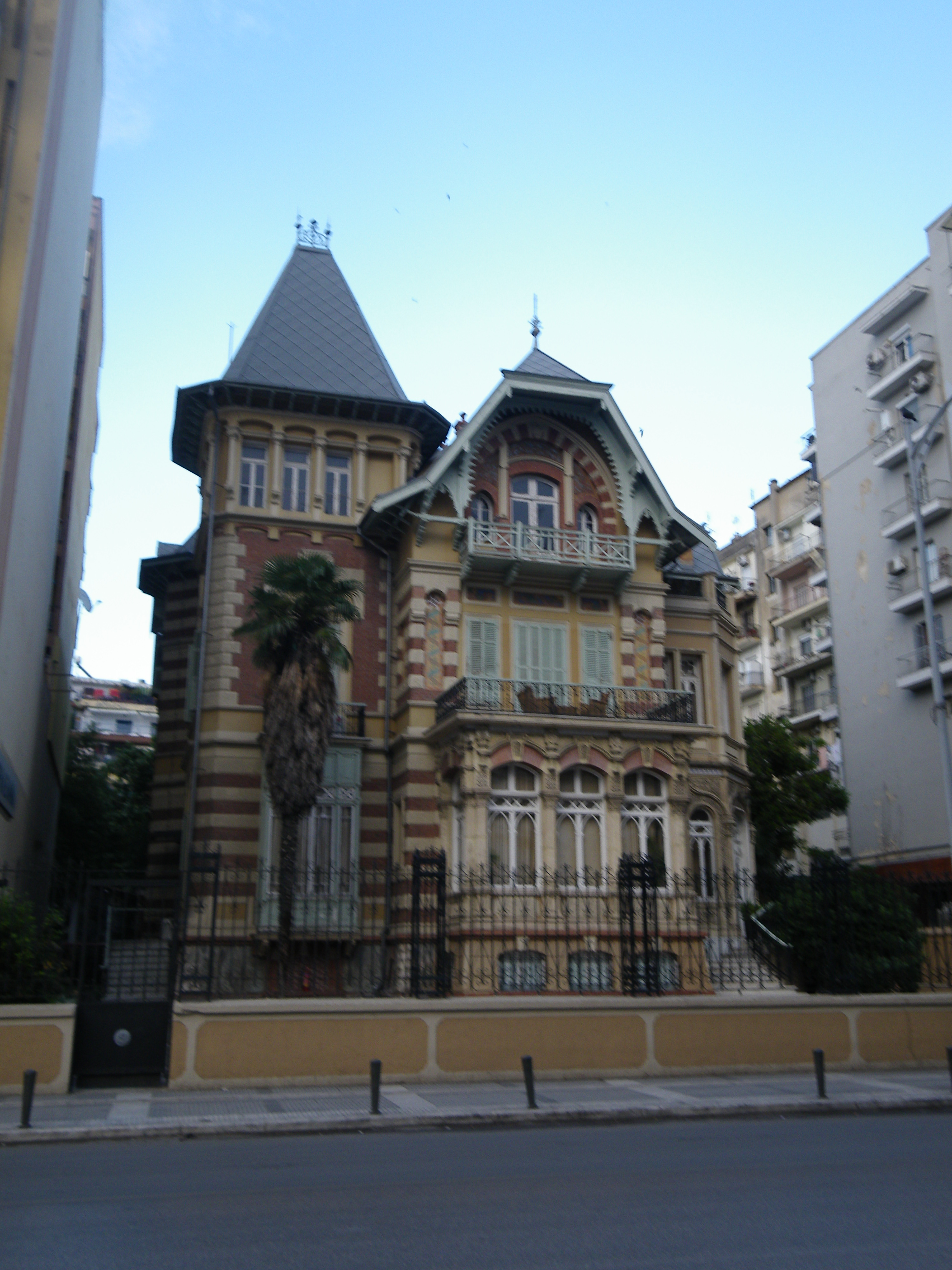
Villa Ahmet-Kapandji

### Langue
Généralement, les Juifs qui émigraient adoptaient la langue du pays, mais ce ne fut pourtant pas le cas des Sépharades de l'Empire ottoman qui, arrivés en masse et tenant à une certaine indépendance culturelle, conservèrent l'usage de leur idiome. Les Juifs de Salonique rapportèrent donc d'Espagne leur langue, le judéo-espagnol (djudezmo), c'est-à-dire ni plus ni moins que l'espagnol du XVe siècle ayant évolué de manière autonome et qu'ils utilisaient dans leurs relations courantes. Ils priaient et étudiaient en hébreu et en araméen et utilisaient comme toutes les autres communautés sépharades ce que Haïm Vidal Séphiha appelle le « judéo-espagnol calque », le ladino qui consistait en une traduction des textes hébraïques en un espagnol respectant l'ordre des mots et la syntaxe hébraïque. Ces deux langues, djudezmo et ladino, s'écrivaient en caractères hébraïques ainsi qu'en caractères latins pour le judéo-espagnol.
En sus de ces langues qu'ils avaient apportées d'exil, les Juifs de Salonique parlaient parfois le turc ottoman, la langue de l'Empire écrite en caractères arabes. La haskala propagée par les Juifs francs permit la large diffusion du français enseigné dans les écoles de l'Alliance israélite universelle et dans une moindre mesure de l'italien. Après la prise de Salonique par les Grecs en 1912, le grec fut imposé à l'école et donc appris par plusieurs générations de Juifs saloniciens. De nos jours, c'est cette langue qui domine parmi les quelques Juifs encore présents à Salonique.
Le djudezmo de Salonique, du fait de la venue de nombreux Juifs d'Italie dans la communauté, comportait beaucoup d'italianismes tant du point de vue lexical que syntaxique, l'influence du français du fait de la francophilie galopante des Saloniciens s'y faisait aussi sentir, au point que Séphiha parle de « judéo-fragnol ».

### Gastronomie

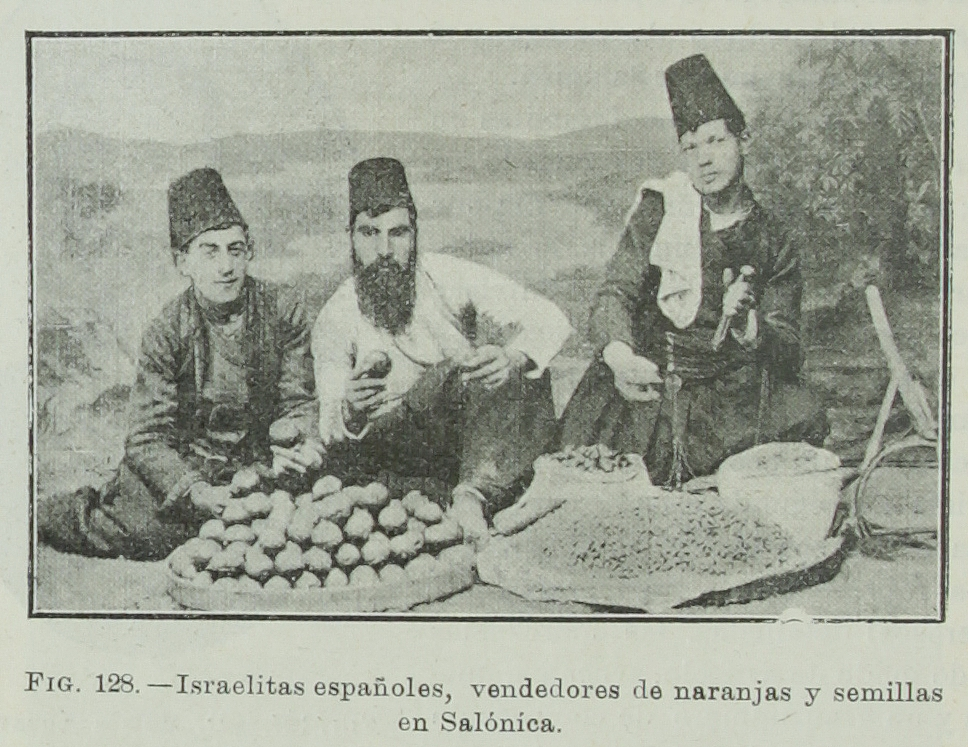
Vendeurs d'oranges juifs à Salonique, 1905

Le sociologue Edgar Morin déclare que le noyau de toute culture est constitué par sa gastronomie et il précise que ceci s'applique tout particulièrement aux Juifs de Salonique, communauté dont il est issu.
La gastronomie des Juifs de Salonique était une variante de la gastronomie judéo-espagnole, elle-même appartenant au grand ensemble de la cuisine méditerranéenne. Elle était influencée par les règles alimentaires juives, la cacherout interdisant notamment la consommation du porc, le mélange produits lactés-viande et les fêtes religieuses nécessitant la préparation de plats spécifiques. Mais son trait marquant était l'influence ibérique.
Le poisson, abondant dans cette ville portuaire, était consommé en grandes quantités et sous toutes les formes : frit, au four (al orno), mariné ou bien cuit à l'étouffée (abafado) et était souvent accompagné de sauces très sophistiquées. Considéré comme un symbole de fertilité, le poisson était utilisé pendant les rites du mariage : au dernier jour des cérémonies nuptiales appelé dia del peche (« jour du poisson »), on faisait enjamber à la mariée un grand plat de poisson qui était ensuite consommé par les convives.
Les légumes accommodaient tous les plats, tout particulièrement l'oignon ; l'ail était a contrario peu utilisé et de ce fait la synagogue des ashkénazes qui en étaient eux de grands consommateurs était surnommée El kal del ajo, « la synagogue de l'ail ».
Le yaourt dense, largement consommé dans les Balkans et en Anatolie, était lui aussi très apprécié, ainsi que la crème de lait.
En prévision du chabbat était préparé le hamin, variante judéo-espagnole du tcholent ashkénaze et de la dafina nord-africaine. Il s'agissait d'un ragoût de viande accompagné de légumes secs (blé, pois chiches, haricots blancs) que l'on laissait mijoter jusqu'au repas de samedi midi.
Avant Pessah (Pâque juive), les ménagères emplissaient des bahuts cadenassés de bonbons, figues et dattes farcies aux amandes, de massepain et du mets le plus apprécié, le chape blanche (confiture blanche) composé de sucre, d'eau et de citron.
Le vin casher était réservé aux rituels religieux mais les sépharades, tout comme leurs voisins grecs et musulmans, étaient de grands consommateurs de raki (tsipouro). Ils affectionnaient aussi des boissons sucrées à base de sirop de pruneaux, de griotte ou d'abricots qu'ils buvaient à la fin des grands repas de fête.